# قائمة محاكمات الإبادة الجماعية البوسنية
هذه قائمة شاملة بالملاحقات القضائية المرفوعة ضد أفراد بتهمة ارتكاب جريمة الإبادة الجماعية في البوسنة والهرسك والقضايا الدولية المرفوعة ضد دول عن نفس الجريمة. بالإضافة إلى ذلك يتم أيضا سرد قضايا القانون المدني المرفوعة ضد الأفراد والدول التي تسعى للحصول على تعويضات فيما يتعلق بجريمة الإبادة الجماعية.

## قضية الإبادة الجماعية البوسنية
تطبيق اتفاقية منع جريمة الإبادة الجماعية والمعاقبة عليها (البوسنة والهرسك ضد صربيا والجبل الأسود) القضية 91 حكم محكمة العدل الدولية عاد في 26 فبراير 2007.
القضية المعروضة على محكمة العدل الدولية أعلى هيئة قضائية في الأمم المتحدة والتي تنظر حصريا في النزاعات بين الدول تتعلق بمحاولات صربيا المزعومة للقضاء على السكان البوسنيين المسلمين في البوسنة والهرسك. تم رفعها من قبل الدكتور فرانسيس بويل مستشار علي عزت بيغوفيتش خلال حرب البوسنة والهرسك. تم الاستماع إلى القضية في محكمة العدل الدولية في لاهاي بهولندا وانتهت في 9 مايو 2006.
قدمت محكمة العدل الدولية حكمها في 26 فبراير 2007 والذي أكدت فيه حكم المحكمة الجنائية الدولية ليوغوسلافيا السابقة بأن مذبحة سريبرينيتشا كانت إبادة جماعية قائلة:
وجدت المحكمة أن صربيا ليست مسؤولة بشكل مباشر عن الإبادة الجماعية في سريبرينيتشا ولا أنها متواطئة فيها لكنها قضت بأن صربيا قد ارتكبت انتهاك اتفاقية الإبادة الجماعية من خلال عدم منع الإبادة الجماعية في سريبرينيتشا لعدم تعاونها مع المحكمة الجنائية الدولية ليوغوسلافيا السابقة في معاقبة مرتكبي الإبادة الجماعية ولا سيما فيما يتعلق بالجنرال راتكو ملاديتش وانتهاك التزامها بالامتثال للتدابير المؤقتة التي أمرت بها المحكمة.

## لائحة الاتهام الفردية والإدانات بارتكاب جريمة الإبادة الجماعية

### المحكمة الجنائية الدولية ليوغوسلافيا السابقة
اعتبارا من 9 مايو 2007 أصدرت المحكمة الجنائية الدولية ليوغوسلافيا السابقة أحكام ملزمة قانونا ضد ستة أشخاص متهمين بارتكاب جرائم إبادة جماعية وجرائم ارتكبت في سريبرينيتشا منذ عام 1993. ولا تزال المحاكمات ضد سبعة متهمين جارية ولا يزال ثلاثة منهم قيد التنفيذ. تشير نظرة عامة على السوابق القضائية إلى أن معظم الإدانات تمت بموجب عقيدة المشروع الإجرامي المشترك والمساعدة والتحريض على المسؤولية وأقل مقارنة بموجب عقيدة مسؤولية القيادة.

#### قضية كرستيتش
في عام 1998 اتُهم اللواء راديسلاف كرستيتش بارتكاب جرائم إبادة جماعية وجرائم ضد الإنسانية وانتهاكات لقوانين أو أعراف الحرب بناء على دوره المزعوم في الأحداث التي وقعت في الجيب البوسني في سريبرينيتشا وما حوله بين 11 يوليو 1995 و1 نوفمبر 1995 في المحكمة الجنائية الدولية ليوغوسلافيا السابقة. في 2 أغسطس 2001 بعد أن اقتنعت المحكمة الابتدائية بما لا يدع مجال للشك بأن جريمة إبادة جماعية قد ارتكبت في سريبرينيتشا أدانت كرستيتش بارتكاب جريمة الإبادة الجماعية والذي أصبح أول شخص يُدان أمام المحكمة وحكمت عليه بالسجن 46 عام. كانت محكمة الاستئناف بعد أن أيدت النتيجة التي توصلت إليها المحكمة الابتدائية بأن القوات الصربية البوسنية قد ارتكبت إبادة جماعية في سريبرينيتشا من بين أمور أخرى قللت من مسؤولية كرستيتش عن الإبادة الجماعية وقتل مسلمي البوسنة والهرسك من مسئولية مشارك مباشر إلى مسئولية مساعد ومحرضه وقصر عقوبته إلى 35 سنة في السجن. تم نقل كرستيتش بعد ذلك إلى المملكة المتحدة ليقضي عقوبته بالسجن في سجن ويكفيلد ولكن تم نقله لاحقا إلى سجن لونغ لارتين.

#### قضية بوبوفيتش وآخرون
في المحكمة الجنائية الدولية ليوغوسلافيا السابقة بدأت في 14 يوليو 2006 محاكمة العديد من كبار ضباط الجيش والشرطة الصرب الذين يواجهون تهم تتراوح بين الإبادة الجماعية والقتل والترحيل بسبب الجرائم المرتكبة في سريبرينيتشا.
- تم اتهام ليوبيشا بيرا بتهمة إبادة جماعية واحدة أو بدل من ذلك بالتواطؤ في ارتكاب إبادة جماعية وأربع تهم بارتكاب جرائم ضد الإنسانية وتهمة واحدة بانتهاك قوانين أو أعراف الحرب. كرئيس للأمن في هيئة الأركان الرئيسية لجيش جمهورية صرب البوسنة «كان مسؤول عن التعامل مع السجناء المسلمين البوسنيين الأسرى من سريبرينيتشا من 11 يوليو 1995 حتى 1 نوفمبر 1995». ونُقل إلى المحكمة الجنائية الدولية ليوغوسلافيا السابقة في 10 أكتوبر 2004 ومثل لأول مرة في 12 أكتوبر 2004 عندما لم يتقدم بالتماس. وفي جلسات أخرى في 9 نوفمبر 2004 و11 نوفمبر 2004 دفع بأنه غير مذنب في التهم الواردة في لائحة الاتهام.
- ليوبومير بوروفكانين وجهت إليه تهمة التواطؤ في الإبادة الجماعية وأربع تهم بارتكاب جرائم ضد الإنسانية وتهمة واحدة بانتهاك قوانين أو أعراف الحرب لأن المدعي العام للمحكمة الجنائية الدولية ليوغوسلافيا السابقة «زعم أن ليوبومير بوروفكانين كان موجود في مناطق براتوناك وبوتوكاري وسانديتشي وكرافيكا وسريبرينيتشا وزفورنيك وما حولها في الفترة من 11 يوليه إلى 18 يوليه 1995. وقد نُشرت الوحدات تحت قيادته في مناطق بوتوكاري وسانديشي وكرافيكا وزفورنيك وما حولها في الفترة من 12 إلى 18 يوليه 1995. في الأيام العديدة التي أعقبت الهجوم على سريبرينيتشا ألقت قوات جيش جمهورية صرب البوسنة ووزارة الداخلية القبض على أكثر من 7000 رجل وصبي من المسلمين البوسنيين من جيب سريبرينيتشا واحتجزتهم وأعدمتهم دون محاكمة ودفنتهم ونقلت قسرا النساء المسلمات البوسنيات وأطفال سريبرينيتشا خارج الجيب. وتشير لائحة الاتهام ضد ليوبومير بوروفكانين إلى تورطه المزعوم في: عمليات القتل الانتهازية في بوتوكاري والقتل الانتهازي في براتوناك وعمليات القتل المنظمة في بوتوكاري وتيسكا وعمليات القتل وسوء معاملة السجناء المأسورين على طول طريق براتوناك / ميليتشي وعمليات القتل المنظمة على نطاق واسع في منطقة زفورنيك فضلا عن عمليات القتل الانتهازية الأخرى. كان ليوبومير بوروفكانين جنبا إلى جنب مع ضباط ووحدات جيش جمهورية صرب البوسنة الأخرى وشرطة الشرطة الخاصة على النحو المحدد في لائحة الاتهام هذه عضو وشارك عن علم في مؤسسة جنائية مشتركة كان الغرض المشترك منها من بين أشياء أخرى: نقل النساء والأطفال قسرا من جيب سريبرينيتشا في كلاداني في 12 و13 يوليو 1995 والقبض على الآلاف من الرجال والصبية المسلمين البوسنيين الذين تتراوح أعمارهم بين 16 و 60 عام من جيب سريبرينيتشا من 12 يوليو 1995 حتى 19 يوليو 1995 وحوالي 19 يوليو 1995 واحتجازهم وإعدامهم بإجراءات موجزة». نُقل إلى المحكمة الجنائية الدولية ليوغوسلافيا السابقة في لاهاي في 1 أبريل 2005.
- دراغو نيكوليتش كان ملازم ثاني شغل منصب رئيس الأمن في لواء زفورنيك في جيش جمهورية صرب البوسنة وكان مسؤول أمام فينكو باندوريفيتش. اتهمه المدعي العام في المحكمة الجنائية الدولية ليوغوسلافيا السابقة بالمساعدة والتحريض على الإبادة الجماعية والإبادة والقتل والاضطهاد والنقل القسري والترحيل. وقد استسلم في 15 مارس 2005 ونُقل إلى المحكمة الجنائية الدولية ليوغوسلافيا السابقة في 17 مارس 2005. وفي 23 مارس 2005 لم يتقدم بطلب. في 20 أبريل 2005 دفع بأنه غير مذنب في جميع التهم الموجهة إليه ومرة أخرى في 4 أبريل 2006.
- فينكو باندوريفيتش كان مقدم في قيادة لواء زفورنيك في فيلق درينا في جيش جمهورية صرب البوسنة. اتهمه المدعي العام في المحكمة الجنائية الدولية ليوغوسلافيا السابقة بالمساعدة والتحريض على الإبادة الجماعية والإبادة والقتل والاضطهاد والنقل القسري والترحيل. وقد استسلم في 15 مارس 2005 ونُقل إلى المحكمة الجنائية الدولية ليوغوسلافيا السابقة في 17 مارس 2005. وفي 23 مارس 2005 لم يتقدم بالتماس. وفي 20 أبريل 2005 دفع بأنه غير مذنب في جميع التهم الموجهة إليه ومرة أخرى في 4 أبريل 2006 دفع بأنه غير مذنب في جميع التهم الموجهة إليه.
- فويادين بوبوفيتش وجهت إليه تهمة "الإبادة الجماعية أو التواطؤ في الإبادة الجماعية والقتل والاضطهاد والنقل القسري والأعمال اللاإنسانية كجرائم ضد الإنسانية والقتل باعتباره انتهاك لقوانين أو أعراف الحرب أثناء هجوم جيش جمهورية صرب البوسنة على جيب سريبرينيتشا وما تلاه من عمليات قتل وإعدام لرجال مسلمين بوسنيين وكان فويادين بوبوفيتش ضابط برتبة مقدم وكان مساعد قائد الأمن في أركان فيلق درينا. وكان حاضر وأداؤه في منطقة مسؤولية فيلق درينا والتي شملت سريبرينيتشا وبوتوكاري وبراتوناك وزفورنيك في الفترة من 11 يوليو إلى 31 أغسطس 1995.

#### أحكام المحاكمة
أصدرت المحكمة الابتدائية حكمها في 10 يونيه 2010 الذي أفادت بموجبه أن «حجم وطبيعة عملية القتل واستهداف الضحايا والطريقة المنهجية والمنظمة التي نُفذت بها والأمر السهل إن نية القضاء على كل مسلم بوسني تم أسره أو استسلامه يثبت بما لا يدع مجال للشك أن أفراد القوات الصربية البوسنية بما في ذلك أفراد الأركان الرئيسية وفرع الأمن في جيش جمهورية صرب البوسنة يهدفون إلى تدمير مسلمي شرق البوسنة والهرسك كمجموعة».
فيما يتعلق بالمسؤولية الجنائية الفردية أصدرت المحكمة القرارات التالية:
- فويادين بوبوفيتش: وجد مذنب بارتكاب الإبادة الجماعية والتآمر لارتكاب الإبادة الجماعية والجرائم ضد الإنسانية: القتل بأمر (أيضا جريمة حرب) وارتكاب جريمة الإبادة وارتكاب جريمة الاضطهاد من خلال القتل والمعاملة القاسية واللاإنسانية (ارتكاب القتل) والإبادة والاضطهاد كجزء من مشروع إجرامي مشترك). وقد ثبت أنه غير مذنب بارتكاب الجرائم التالية ضد الإنسانية: الأعمال اللاإنسانية (النقل القسري) والترحيل. وقد حكم عليه بالسجن مدى الحياة.
- ليوبيشا بيرا: أدين بارتكاب الإبادة الجماعية والتآمر لارتكاب الإبادة الجماعية والجرائم ضد الإنسانية: ارتكاب الإبادة وارتكاب القتل (كان الأخير أيضا جريمة حرب). وقد ثبت أنه غير مذنب بارتكاب الجرائم التالية ضد الإنسانية: الأعمال اللاإنسانية (النقل القسري) والترحيل. وقد حكم عليه بالسجن مدى الحياة.
- دراغو نيكوليتش: أدين بالمساعدة والتحريض على الإبادة الجماعية ومذنب بارتكاب جرائم ضد الإنسانية: الإبادة والاضطهاد والقتل (آخر جريمة حرب أيضا). وقد ثبت أنه غير مذنب بتهمة التآمر لارتكاب الإبادة الجماعية والجرائم ضد الإنسانية المتمثلة في: الأعمال اللاإنسانية (النقل القسري) والترحيل. وحكم عليه بالسجن 35 عام.
- لوبومير بوروفكانين: أدين بالمساعدة والتحريض على جرائم ضد الإنسانية: الإبادة والاضطهاد والأعمال اللاإنسانية (النقل القسري) والقتل (آخرها جريمة حرب أيضا). وأدين تحت مسؤوليته بتهم القتل العمد كجريمة ضد الإنسانية والقتل وانتهاك لقوانين أو أعراف الحرب. لم يكن مذنب بتهم الإبادة الجماعية والتآمر لارتكاب الإبادة الجماعية والترحيل وهي جريمة ضد الإنسانية. وحكم عليه بالسجن 17 عام.
- راديفوي ميليتيتش: أدين من خلال ارتكاب جرائم قتل كجريمة ضد الإنسانية والاضطهاد وأعمال غير إنسانية (النقل القسري). ووجد أنه غير مذنب بتهمة القتل العمد باعتباره انتهاك لقوانين أو أعراف الحرب والترحيل وهي جريمة ضد الإنسانية. وحكم عليه بالسجن 19 عام.
- ميلان غفيرو: أدين بتهمتين بارتكاب جرائم ضد الإنسانية (الاضطهاد والأفعال اللاإنسانية (النقل القسري)). وقد ثبت أنه غير مذنب في تهم القتل العمد كجريمة ضد الإنسانية والقتل وانتهاك لقوانين أو أعراف الحرب والترحيل كجريمة ضد الإنسانية. حكم عليه بالسجن 5 سنوات.
- فينكو باندوريفيتش: أدين بتهمتي المساعدة والتحريض على جرائم ضد الإنسانية (الاضطهاد والأفعال اللاإنسانية (النقل القسري)). وأدين بالمساعدة والتحريض على القتل كجريمة ضد الإنسانية وخرق لقوانين الحرب. كما أدين بصفته رئيس بارتكاب جريمة قتل كجريمة ضد الإنسانية وخرق لقوانين الحرب. وقد ثبت أنه غير مذنب في تهم الإبادة الجماعية والتآمر لارتكاب الإبادة الجماعية والإبادة والترحيل (جرائم ضد الإنسانية). وحكم عليه بالسجن 30 عام.

#### استئناف الأحكام
أصدرت محكمة الاستئناف حكمها في 30 يناير 2014. ولم يستأنف ليوبومير بوروفتشانين الحكم الابتدائي ونُقل إلى الدنمارك في عام 2011 ليقضي عقوبته البالغة 17 عام بينما توفي ميلان غفيرو وبالتالي أنهت محكمة الاستئناف الإجراءات ضده في مارس 2013 واعتبر الحكم الابتدائي نهائي بشأنه. فيما يتعلق بالباقي أصدرت المحكمة القرارات التالية:
- ليوبيشا بيرا وفويادين بوبوفيتش: أدين بارتكاب الإبادة الجماعية والتآمر لارتكاب الإبادة الجماعية وانتهاكات قوانين أو أعراف الحرب والجرائم ضد الإنسانية من خلال مشاركتهما في عمل إجرامي مشترك. ووافقت المحكمة على استئنافها بشأن مقتل ستة رجال مسلمين بوسنيين بالقرب من ترنوفو على يد وحدة العقارب شبه العسكرية وبالتالي تراجعت عن قناعاتها فيما يتعلق بهذا القتل. كما وافق جزئيا على استئناف الادعاء لإدانة التآمر لارتكاب إبادة جماعية ضد كل من بوبوفيتش وبيارا وبالتالي أدان المستأنفان بهذه الجريمة. وأكدت أحكامهم بالسجن المؤبد.
- دراغو نيكوليتش: أيدت إدانته بالمساعدة والتحريض على الإبادة الجماعية والجرائم ضد الإنسانية وانتهاكات قوانين أو أعراف الحرب من خلال مشاركته في عمل إجرامي مشترك. ألغت المحكمة إدانته بقتل ستة رجال مسلمين بوسنيين بالقرب من ترنفو. تم تأكيد الحكم الصادر ضده بالسجن 35 سنة.
- راديفوي ميليتيتش: أدين بارتكاب جرائم ضد الإنسانية وانتهاكات لقوانين أو أعراف الحرب من خلال مشاركته في عمل إجرامي مشترك. كما ألغت المحكمة إدانته بالاضطهاد والأعمال اللاإنسانية (النقل القسري) كجرائم ضد الإنسانية فيما يتعلق بالترحيل القسري للرجال المسلمين البوسنيين الذين عبروا نهر درينا هاربين من سيبا. كما منح جزئيا سبب استئنافه فيما يتعلق بإصدار الحكم معترفا بأن المحكمة الابتدائية أخطأت في القانون من خلال اعتبار استخدامه للسلطة داخل هيئة الأركان الرئيسية لجيش جمهورية صرب البوسنة ظرف مشدد. كما وافقت المحكمة على سبب الاستئناف للادعاء فيما يتعلق بعمليات القتل «الانتهازية» في بوتوتشاري وأصدرت إدانة ضد ميليتيتش بتهمة القتل باعتباره انتهاك لقوانين أو أعراف الحرب فيما يتعلق بعمليات القتل هذه. وخفف الحكم الصادر بحقه بالسجن 19 عام إلى 18 عام.
- فينكو باندوريفيتش: أدين بالمساعدة والتحريض على انتهاكات قوانين أو أعراف الحرب والجرائم ضد الإنسانية. كما أُدين بالفشل في منع جرائم مرؤوسيه والمعاقبة عليها. ووافقت المحكمة على استئناف النيابة في عدد من الوقائع ودخلت في عدد من الإدانات الجديدة. وهكذا أُدين باندوريفيتش كمساعد ومحرض أو من خلال مسؤولية القيادة فيما يتعلق بأفعال إجرامية مختلفة بالقتل باعتباره انتهاك لقوانين أو أعراف الحرب والإبادة كجريمة ضد الإنسانية والاضطهاد من خلال القتل ومن خلال القسوة والمعاملة اللاإنسانية كجريمة ضد الإنسانية. دخلت المحكمة في إدانات جديدة لهذه الجرائم كما ألغت بعض إدانات باندوريفيتش في المحاكمة. في معرض رفضها لأحد تحديات باندوريفيتش فيما يتعلق بالمساعدة والتحريض أشارت المحكمة إلى أن «الاتجاه المحدد» ليس عنصر من عناصر المساعدة والتحريض بموجب القانون الدولي العرفي. تم تأكيد الحكم الصادر ضده بالسجن 13 عام.

#### قضية كاراديتش
رادوفان كاراديتش (متهم بالإبادة الجماعية والتواطؤ في الإبادة الجماعية في عدة بلديات داخل البوسنة والهرسك بما في ذلك في البداية: بيلينا وبراتوناك وبوسانسكي شاماتش وبرتشكو ودوبوي وفوتشا وإلياش وكلوج وكوتور فاروس وبوسانسكي نوفي وبرييدور وروغاتيكا وسانسكي نوفي وسريبرينيتشا وفيسيغراد وفلاسينيكا وزافيدوفيتشي وزفورنيك ولكن فيما بعد باستثناء برتشكو وكوتور فاروس وفيسيغراد. ألقي القبض على كاراديتش في بلغراد في 21 يوليو 2008 ونُقل إلى حجز المحكمة الجنائية الدولية ليوغوسلافيا السابقة في لاهاي بعد تسعة أيام في 30 يوليو. رفض كاراديتش تقديم اعتراف في أول ظهور له أمام محكمة جرائم الحرب في 31 يوليو 2008 ثم قدم القضاة إقرار رسمي بأنه «غير مذنب» نيابة عنه. بدأت محاكمته في 26 أكتوبر 2009. يصر كاراديتش على الدفاع عن نفسه (كما يحق له بموجب قواعد محكمة الأمم المتحدة) بينما يقوم في نفس الوقت بتشكيل فريق من المستشارين القانونيين.
في 28 يونيه 2012 أصدرت المحكمة الابتدائية حكمها الشفوي بشأن طلب إصدار حكم بالبراءة عملا بالقاعدة 98 مكرر من القواعد الإجرائية وقواعد الإثبات للمحكمة حيث وافقت على طلب كاراديتش فيما يتعلق بإدانة إحدى لائحة الاتهام التي كان فيها بتهمة الإبادة الجماعية للجرائم التي ارتكبت بين 31 مارس 1992 و 31 ديسمبر 1992 في عدة بلديات في البوسنة والهرسك ولم يتبق سوى قضية سريبرينيتشا باعتبارها جريمة إبادة جماعية. في 11 يوليو 2013 ألغت المحكمة الاستئناف حكم المحكمة الابتدائية ببراءة كارادزيتش من جريمة الإبادة الجماعية بموجب التهمة 1 من لائحة الاتهام وأعادت الأمر إلى المحكمة الابتدائية. وجدت محكمة الاستئناف أن المحكمة الابتدائية أخطأت في الواقع في استنتاجها أنه لا يوجد دليل مأخوذ بأقصى درجاته يمكن على أساسه اقتناع محقق معقول للوقائع بأن كاراديتش وأعضاء آخرين مزعومين في مشروع إجرامي مشترك كان لديهم نية الإبادة الجماعية وأن هذا الخطأ أدى إلى إجهاض العدالة.

#### حكم المحاكمة
في 24 مارس 2016 أصدرت المحكمة الابتدائية للمحكمة الجنائية الدولية ليوغوسلافيا السابقة حكمها الابتدائي ضد المتهم. فيما يتعلق بتهم الإبادة الجماعية وجدت أن كاراديتش غير مذنب في التهمة 1 لأنه لم يكن مقتنع بارتكاب الإبادة الجماعية في البلديات السبع وهي براتوناك وفوكا وكلجوي وبريجيدور وسانسكي موست وفلاسينيكا وزفورنيك حيث تضمنت حملة الاضطهاد المزعومة أو تم تصعيدها لتشمل السلوك والنية التي ترقى إلى الإبادة الجماعية. فيما يتعلق بالتهمة 2 وجدت المحكمة الابتدائية أن كاراديتش مسؤول عن الإبادة الجماعية على أساس مشاركته في العمل الإجرامي المشترك في سريبرينيتشا.
لقد قيل إن الحكم الابتدائي ضد كاراديتش فيما يتعلق بإدانته بجريمة الإبادة الجماعية «يوضح تطور في التفسير القضائي لاتفاقية [الإبادة الجماعية] حيث يبدو أن قضاة المحكمة الجنائية الدولية ليوغوسلافيا السابقة في كاراديتش أكثر استعداد لاستنتاج نية الإبادة الجماعية وتبني نظرة أوسع عامة للاتفاقية».

#### قضية ملاديتش
تم توجيه لائحة اتهام ضد راتكو ملاديتش في 24 يوليو 1995 (تم تعديله في 10 أكتوبر 2002) من قبل المدعي العام للمحكمة الجنائية الدولية ليوغوسلافيا السابقة واتهم بارتكاب الإبادة الجماعية والتواطؤ في الإبادة الجماعية في عدة بلديات داخل البوسنة والهرسك بما في ذلك كلوج وكوتور فاروش وبريدور وسانسكي موست وسريبرينيتشا وبانيا لوكا وبوسانسكا كروبا وبراتوناك وفلاسينيكا وزفورنيك. في 31 مايو 2011 تم تسليم ملاديتش إلى لاهاي حيث تمت معالجته في مركز الاحتجاز الذي يحتجز المشتبه بهم للمحكمة الجنائية الدولية ليوغوسلافيا السابقة. في 4 يوليو 2011 فشل ملاديتش في الدفع وبعد ذلك تم تقديم إقرار بالبراءة نيابة عنه بينما في 8 ديسمبر 2011 دفع بأنه غير مذنب (في التهمة الجديدة في لائحة الاتهام الثالثة المعدلة). بدأت محاكمته في 16 مايو 2012. في 15 أبريل 2014 رفضت المحكمة الابتدائية الأولى بالكامل طلبات ملاديتش للتبرئة المقدمة بموجب القاعدة 98 مكرر من القواعد الإجرائية وقواعد الإثبات للمحكمة فيما يتعلق بتهمتي إبادة جماعية وتهم تتعلق بعدد من الجرائم الفردية في تهم مختلفة أخرى لائحة الاتهام.

#### حالة توليمير
في 31 مايو 2007 زدرافكو توليمير (المعروف أيضا باسم «توليمير الكيماوي») الهارب منذ فترة طويلة ومساعد القائد السابق للاستخبارات والأمن في هيئة الأركان الرئيسية لجيش جمهورية صرب البوسنة والذي كان مسؤول مباشرة أمام قائد الأركان الرئيسية راتكو ملاديتش والذي كان تم اتهامه من قبل المدعي العام للمحكمة الجنائية الدولية ليوغوسلافيا السابقة بتهم الإبادة الجماعية في حرب البوسنة والهرسك 1992-1995 واعتقل من قبل الشرطة الصربية والبوسنية. توليمير سيئ السمعة لإصداره طلب باستخدام الأسلحة الكيميائية أثناء الإبادة الجماعية للمدنيين بالغاز حتى تتمكن القوات البوسنية من الاستسلام. يُعتقد أن توليمير هو أحد المنظمين الرئيسيين للشبكة التي تساعد المتهم الرئيسي بارتكاب جرائم حرب راتكو ملاديتش على الإفلات من العدالة.
في 3 يوليو 2007 لم يقدم توليمير مذنب وبعد ذلك تم تقديم إقرار بالبراءة نيابة عنه بينما في 16 ديسمبر 2009 دفع بأنه غير مذنب في التهم الجديدة. بدأت محاكمته في 26 فبراير 2010. أصدرت المحكمة الابتدائية حكمها في 12 ديسمبر 2012 الذي قضت بموجبه بأن توليمير مذنب من بين أمور أخرى بارتكاب الإبادة الجماعية والتآمر لارتكاب الإبادة الجماعية. وحُكم عليه بالسجن المؤبد.

#### تم إلغاء أحكام الإبادة الجماعية عند الاستئناف
- فيدوي بلاغوييفيتش (سريبرينيتسا) هو قائد سابق للواء براتوناك في جيش جمهورية صرب البوسنة. تم القبض عليه في 10 أغسطس 2001 وسرعان ما تم اعتقاله في المحكمة الجنائية الدولية ليوغوسلافيا السابقة في لاهاي. حوكم بلاغوييفيتش مع دراغان يوكيتش. ودفع كلاهما بأنه غير مذنب. في يناير 2005 تمت تبرئة بلاغوييفيتش من تهمة الإبادة كجريمة ضد الإنسانية ومع ذلك فقد أدين بالتهم الأخرى بما في ذلك التواطؤ في ارتكاب الإبادة الجماعية عن طريق المساعدة والتحريض على الإبادة الجماعية. وحُكم عليه بالسجن 18 عام. في 9 مايو 2007 نقضت محكمة الاستئناف بالمحكمة الجنائية الدولية ليوغوسلافيا السابقة الإدانة بالإبادة الجماعية وخففت العقوبة إلى 15 عام التي يقضيها حاليا في السجن.

#### مساومات الإقرار بالذنب
الأفراد الذين وجهت إليهم المحكمة الجنائية الدولية ليوغوسلافيا السابقة لوائح اتهام بارتكاب جرائم إبادة جماعية تم فيها سحب هذه التهم مع إقرار المتهم بالذنب بارتكاب جرائم ضد الإنسانية:
- مومير نيكوليتش: وجه المدعي العام للمحكمة الجنائية الدولية ليوغوسلافيا السابقة في 26 مارس 2002 لائحة اتهام إلى مومير نيكوليتش بتهمة الإبادة الجماعية أو التواطؤ بالتناوب في الإبادة الجماعية والاضطهاد وانتهاك قوانين أو أعراف الحرب. وقد اعتقلته قوة تحقيق الاستقرار في 1 أبريل 2002 ونُقل إلى حجز المحكمة الجنائية الدولية ليوغوسلافيا السابقة في اليوم التالي. ظهر نيكوليتش لأول مرة في 3 أبريل 2002 دافعا أنه غير مذنب في جميع التهم الموجهة إليه. تم التوصل إلى اتفاق بالذنب في 7 مايو 2003 واعترف نيكوليتش بالذنب في التهمة الخامسة من لائحة الاتهام - الجرائم ضد الإنسانية.
- دراغان أوبرينوفيتش: وجهت إليه لائحة اتهام من قبل المحكمة الجنائية الدولية ليوغوسلافيا السابقة في لاهاي في 1 نوفمبر 1998 بتهمة التواطؤ في الإبادة الجماعية والإبادة والاضطهاد وتهمتي قتل. في 15 أبريل 2001 ألقي القبض عليه من قبل أفراد قوة تحقيق الاستقرار ونُقل في نفس اليوم إلى لاهاي حيث قدم إقرارات ببراءة ذنب في جميع المجالات في جلسة المحاكمة يوم 18. في 20 مايو 2003 دخل أوبرينوفيتش في اتفاق ادعاء مع مكتب المدعي العام للمحكمة الجنائية الدولية ليوغوسلافيا السابقة. اعترف بأنه مذنب في تهمة اضطهاد واحدة وفي مقابل تخصيص حقيقي لدوره في مذبحة سريبرينيتشا وشهادته ضد المتهمين الآخرين (كان من المقرر ضم لائحة الاتهام مع أربعة آخرين في 27 مايو) ووعد الجملة المخففة. في 10 ديسمبر 2003 حُكم على أوبرينوفيتش بالسجن لمدة 17 عام مع 969 يوم من الوقت الذي قضاها. يقضي حاليا عقوبته في النرويج وسيكون مؤهل للإفراج عنه في أبريل 2018.
- بيليانا بلافشيتش: وجهت لها لائحة الاتهام الصادرة عن المحكمة الجنائية الدولية ليوغوسلافيا السابقة تهمتين بالإبادة الجماعية وخمس تهم بارتكاب جرائم ضد الإنسانية وتهمة واحدة بارتكاب جرائم حرب. استسلمت طواعية للمحكمة الجنائية الدولية ليوغوسلافيا السابقة في 10 يناير 2001 وأفرج عنها مؤقتا في 6 سبتمبر. في 16 ديسمبر 2002 اعترفت بالمحكمة الجنائية الدولية ليوغوسلافيا السابقة لتقديم إقرار بالذنب في تهمة واحدة بارتكاب جرائم ضد الإنسانية لدورها في توجيه الحرب واستهداف المدنيين وأعربت عن «ندمها الكامل» مقابل إسقاط المدعين التهم الأخرى. وحُكم عليها فيما بعد بالسجن 11 عام وبدأت عقوبتها في 26 يونيو 2003. بعد قضاء ست سنوات من عقوبتها في سجن النساء هينسبرغ في أوريبرو بالسويد تم إطلاق سراحها في 27 أكتوبر 2009.

#### نتائج أخرى وقضايا معلقة
مات أثناء المحاكمة
- سلوبودان ميلوسيفيتش متهم بالإبادة الجماعية أو التواطؤ في الإبادة الجماعية في مناطق داخل البوسنة والهرسك بما في ذلك: بيلينا وبوسانسكي نوفي وبرتشكو وكليوتش وكوتور فاروش وبرييدور وسانسكي موست وسريبرينيتشا. في 16 يونيو 2004 أصدرت المحكمة الابتدائية بعد أن أنهى الادعاء مرافعته قرار بشأن طلب إصدار حكم بالبراءة رفضت فيه الطلب المقدم وفقا للقاعدة 98 مكرر من القواعد الإجرائية وقواعد الإثبات التي طلبت من المحكمة الابتدائية تبرئة المتهمين لأن الادعاء لم يقدم أدلة كافية يمكن على أساسها للمحكمة أن تصدر حكم بالإدانة فيما يتعلق بتهم الإبادة الجماعية. وهكذا استمرت الإجراءات حيث قدم الدفاع حجته لكن ميلوسيفيتش توفي في 11 مارس 2006 أثناء محاكمته.
- ميلان كوفاتشيفيتش: اتُهم بارتكاب إبادة جماعية والتواطؤ في ارتكاب إبادة جماعية وعدة تهم بارتكاب جرائم ضد الإنسانية وانتهاكات لقوانين الحرب والانتهاكات الجسيمة لاتفاقيات جنيف لعام 1949. توفي لأسباب طبيعية في الحجز عام 1998.

أدين بارتكاب جرائم أخرى
- غوران يليسيتش: أقر في عام 1999 بالذنب في تهم ارتكاب جرائم ضد الإنسانية وانتهاك قوانين وأعراف الحرب ودفع بأنه غير مذنب بارتكاب الإبادة الجماعية. وجدت المحكمة الابتدائية أنه على الرغم من النية التمييزية وارتكاب أفعال ضمن تعريف فعل الإبادة الجماعية لم يكن لدى يليسيتش النية المطلوبة لتدمير المجتمع المسلم في برتشكو كليا أو جزئيا. وحكم عليه بالسجن 40 عام. قررت محكمة الاستئناف من بين أمور أخرى أن التطبيق الخاطئ للمحكمة الابتدائية للمعيار بموجب القاعدة 98 مكرر (باء) أدى إلى تقييم غير صحيح للأدلة على أنها غير كافية للحفاظ على إدانة بارتكاب جريمة الإبادة الجماعية لكنها لم تعتبر أنه من المناسب عكس حكم البراءة وإحالة القضية لمزيد من الإجراءات لأن إعادة المحاكمة ستقتصر فقط على مسألة ما إذا كان يليسيتش يمتلك نية الإبادة الجماعية وبالتالي أكدت الحكم. في 29 مايو 2003 تم نقل يليسيتش إلى إيطاليا ليقضي ما تبقى من عقوبته مع الائتمان للوقت الذي قضاها منذ اعتقاله في 22 يناير 1998.
- مومسيلو كراجيسنيك: وجهت المحكمة الجنائية الدولية ليوغوسلافيا السابقة لوائح اتهام إلى مومسيلو كراجيسنيك واتُهم بارتكاب الإبادة الجماعية والتواطؤ في الإبادة الجماعية والجرائم ضد الإنسانية (أي الإبادة والقتل والاضطهاد والترحيل والنقل القسري) وجرائم حرب مختلفة فيما يتعلق بالأفعال المرتكبة في عام 1992 في البوسنة والهرسك. تم اعتقاله في 3 أبريل 2000 من قبل قوة تحقيق الاستقرار. بعد وفاة سلوبودان ميلوسيفيتش كان كراجيسنيك السياسي الأعلى رتبة في المحاكمة في المحكمة الجنائية الدولية ليوغوسلافيا السابقة. في 27 سبتمبر 2006 أدين كراجيسنيك بالجرائم التالية ضد الإنسانية: الإبادة والقتل والاضطهاد والترحيل والنقل القسري. تمت تبرئته من تهم القتل العمد كجريمة حرب والإبادة الجماعية والتواطؤ في الإبادة الجماعية. وحُكم عليه بالسجن 27 عام. في 17 مارس 2009 ألغت محكمة الاستئناف في المحكمة الجنائية الدولية ليوغوسلافيا السابقة بعض إدانات المحكمة الابتدائية بارتكاب جرائم ضد الإنسانية وخففت عقوبة كراجيسنيك إلى 20 عام. تم نقل كراجيسنيك إلى المملكة المتحدة لقضاء عقوبته.
- ميلومير ستاكيتش (برييدور): في لائحة الاتهام للمحكمة الجنائية الدولية ليوغوسلافيا السابقة اتُهم ستاكيتش بالإبادة الجماعية أو بالتواطؤ في الإبادة الجماعية والقتل كجريمة ضد الإنسانية والإبادة والقتل باعتباره انتهاك لقوانين أو أعراف الحرب والاضطهاد والترحيل والأعمال اللاإنسانية. في 31 يوليو 2003 وجدت المحكمة الابتدائية أنه غير مذنب بارتكاب جريمة الإبادة الجماعية أو التواطؤ في الإبادة الجماعية أو النقل القسري (جريمة ضد الإنسانية). أدين بارتكاب جرائم الإبادة (جريمة ضد الإنسانية) والقتل العمد (انتهاك لقوانين الحرب وأعرافها) والاضطهاد (الجرائم ضد الإنسانية بما في ذلك القتل والترحيل وكلاهما كان أيضا جرائم ضد الإنسانية). وحُكم عليه بالسجن المؤبد لمدة لا تقل عن 20 عام. وأكدت محكمة الاستئناف قرار المحكمة الابتدائية بإدانة ستاكيتش لمسؤوليته عن إبادة السكان غير الصرب في برييدور وقتلهم واضطهادهم. كما وجدت محكمة الاستئناف أن المحكمة الابتدائية أخفقت خطأً في إدانته لترحيل السكان غير الصرب ونقلهم قسرا. وافقت محكمة الاستئناف على قرار المحكمة الابتدائية بتبرئة ميلومير ستاكيتش من الإبادة الجماعية والتواطؤ في الإبادة الجماعية. وأشارت محكمة الاستئناف إلى أنه «بدون سؤال توصلت المحكمة الابتدائية إلى نتائج وقائعية يمكن من حيث المبدأ اعتبارها كدليل على أن المستأنف كان يعتزم تدمير جماعة البوشناق جزئيا بما في ذلك تلك التي حددها الادعاء» ولكن أنه «لا يمكن أن يخلص إلى أن الأدلة في هذه القضية لا لبس فيها لدرجة أن المحكمة الابتدائية المعقولة كانت ملزمة بالاستنتاج بأن النية قد تم إثباتها بما لا يدع مجالاً للشك». وجدت محكمة الاستئناف أن ستاكيتش شارك في عمل إجرامي مشترك كان الغرض منه ارتكاب جرائم ضد سكان برييدور من مسلمي البوسنة والهرسك وكروات البوسنة والهرسك. كانت هذه الجرائم جزء من حملة لاضطهاد السكان غير الصرب في برييدور بهدف نهائي يتمثل في إنشاء بلدية صربية لتشكل في النهاية جزء من دولة صربية خالصة متصورة. وحُكم عليه بالسجن 40 سنة.

### القضاء في البوسنة والهرسك
قبل إنشاء محكمة الدولة في البوسنة والهرسك كانت هناك عدة لوائح اتهام بارتكاب جريمة الإبادة الجماعية ولكن تم العثور على مجند واحد فقط بوريسلاف هيراك مذنب بارتكاب جريمة الإبادة الجماعية. منذ عام 2003 لم يتم تقديم أي لوائح اتهام بشأن الإبادة الجماعية أمام المحاكم المحلية في البوسنة والهرسك باستثناء محكمة البوسنة والهرسك.

#### الأحكام الصادرة قبل إنشاء محكمة البوسنة والهرسك
- بوريسلاف هيراك وسريتكو داميانوفيتش في 7 فبراير 1993 قدم مكتب المدعي العسكري المحلي في سراييفو لائحة اتهام إلى المحكمة العسكرية المحلية في سراييفو ضد هيراك بتهمة الإبادة الجماعية وجرائم الحرب ضد السكان المدنيين وجرائم الحرب ضد أسرى الحرب عن جرائم ارتكبت أثناء وجوده عضو في مجموعة بيوتشا ومجموعة كريميش وداميانوفيتش (بتهمة الإبادة الجماعية وجرائم الحرب ضد السكان المدنيين) عن جرائم ارتكبت أثناء عضويته في مجموعة كريميش ونادا توميتش (لإخفاء الجريمة). في مارس 1993 حكمت المحكمة العسكرية المركزية على المتهمين بارتكاب جميع الجرائم وحُكم على هيراك وداميانوفيتش بالإعدام. في يوليو 1993 قبلت محكمة الدرجة الثانية جزئيا استئناف محامي الدفاع لكنها أيدت الحكم الابتدائي فيما يتعلق بإثبات التهمة في جميع الجرائم والعقوبات المفروضة. رفضت محكمة الدرجة الثالثة في ديسمبر 1993 استئناف طبقات الدفاع وأكدت حكم محكمة الدرجة الثانية. بعد عملية إجرائية أخرى أمر بإعادة محاكمة داميانوفيتش وفقا لقرار غرفة حقوق الإنسان في البوسنة والهرسك وأثناء إعادة المحاكمة تمت تبرئة داميانوفيتش من تهم الإبادة الجماعية. عند الاستئناف أيدت المحكمة الحكم بالبراءة من جريمة الإبادة الجماعية فيما يتعلق بداميانوفيتش وكذلك الحكم بالسجن 9 سنوات على جرائم أخرى. تم رفض جميع طلبات إعادة محاكمة هيراك مما جعله الشخص الوحيد الذي أدين بالإبادة الجماعية من قبل المحكمة المحلية في البوسنة والهرسك قبل إنشاء محكمة البوسنة والهرسك وهو أيضا أول شخص أدين بجريمة الإبادة الجماعية بعد الحرب العالمية الثانية. تم تعديل عقوبة إعدام هيراك إلى 20 سنة سجن وتم الإفراج عنه في أغسطس 2012.
- تيسيتش تيسو وبوروفيتش دوسان: في 22 يوليه 1996 وجه مكتب المدعي العام الأعلى في سراييفو لائحة اتهام إلى تيسيتش وهو عضو في لواء فلاسينيتشا شبه العسكري وبوروفيتش وهو عضو في وحدات متطوعة من صربيا حيث زُعم أنهما «شاركا ونظموا التدمير المنهجي للأشخاص والأفراد من غير الصرب» وبالتالي ارتكب جريمة الإبادة الجماعية (بموجب القانون الجنائي لجمهورية يوغوسلافيا الاتحادية الاشتراكية أو اتحاد البوسنة والهرسك على النحو المعتمد بموجب مرسوم بقانون) في الجزء الشمالي من بلدية فلاسينيتشا وبييليينا وزفورنيك على التوالي. برأت محكمة كانتون توزلا في 19 سبتمبر 1997 المتهمين من التهم لأن التهم لم تثبت وأكد هذا الحكم من قبل المحكمة العليا لاتحاد البوسنة والهرسك في 1 أغسطس 2000.
- تشانتشار فيسيلين: في 11 نوفمبر 1996 وجه مكتب المدعي العام الأعلى في سراييفو لائحة اتهام إلى فيسيلين وهو نقيب احتياطي في جيش يوغوسلافيا الشعبي بتهمة ارتكاب إبادة جماعية في إقليم فوتشا من بين أمور أخرى. في 9 يناير 1998 تم حذف تهمة الإبادة الجماعية من لائحة الاتهام وأدين المتهم في النهاية بارتكاب جرائم حرب ضد السكان المدنيين.

#### محكمة البوسنة والهرسك
حتى الآن قدم مكتب المدعي العام للبوسنة والهرسك لوائح اتهام فقط بارتكاب جريمة الإبادة الجماعية المتعلقة بمذبحة سريبرينيتشا مشيرا إلى أن «التحقيقات لم تظهر عناصر الإبادة الجماعية في أي مناطق أخرى [غير سريبرينيتشا]». يشير العديد من المحللين إلى أن أسباب ذلك تكمن في حقيقة أن المدعين العامين ليسوا على استعداد للابتعاد عن السوابق القضائية للمحكمة الجنائية الدولية ليوغوسلافيا السابقة لكن كتابات إرنا ماكيتش في شبكة تقارير التحقيقات في البلقان - البوسنة والهرسك في نوفمبر 2009 ذكرت أن «بعض نشطاء الحقوق يعتقدون أن هذا قد تغيير» بمجرد انتهاء محاكمة رادوفان كاراديتش للمحكمة الجنائية الدولية ليوغوسلافيا السابقة.

#### مقبوض عليهم
- ماركو بوسكيتش: في 25 أغسطس 2004 اعتقل وكلاء الهجرة والجمارك الأمريكية واتهموا بوسكيتش بالاحتيال وإساءة استخدام التأشيرات والتصاريح والوثائق الأخرى. بعد ذلك في 29 أبريل 2010 تم تسليمه إلى البوسنة والهرسك وتم تسليمه إلى أعضاء وكالة الدولة للتحقيق والحماية وسيُتهم بالمشاركة المزعومة في الإبادة الجماعية في سريبرينيتشا.
- دراغان نيشكوفيتش: في 25 أغسطس 2010 ألقت وكالة التحقيق والحماية الحكومية القبض على نيشكوفيتش في بيلينا للاشتباه في مشاركته في الإبادة الجماعية في سريبرينيتشا.
- برانكو بوبيتش: تم اعتقاله من قبل ضباط عمليات الإنفاذ والإزالة التابعة لإدارة الهجرة والجمارك الأمريكية للاشتباه في مشاركته في الإبادة الجماعية في سريبرينيتشا. تم ترحيله إلى البوسنة والهرسك.
- ديان رادويكوفيتش: اعتقل في يناير 2009 في الولايات المتحدة الأمريكية وتم ترحيله في 2012 إلى البوسنة والهرسك لمواجهة تهم مشاركته المزعومة في الإبادة الجماعية في سريبرينيتشا.
- ميلوراد أوبرادوفيتش: اعتقل في ميونيخ بألمانيا في يناير 2018 للاشتباه في نشاطه في العديد من عمليات الخطف والسجن غير القانوني وقتل مسلمي البوسنة والهرسك في منطقة برييدور في البوسنة والهرسك في ربيع وصيف 1992.

تم القبض على تسعة ضباط وجنود سابقين من صرب البوسنة والهرسك في البوسنة والهرسك في 16 سبتمبر 2020 للاشتباه في تورطهم في قتل 44 من المدنيين البوسنيين المسلمين خلال حرب البوسنة والهرسك 1992-1995.
- تم القبض على دوسان كوليبرك في البوسنة والهرسك في نوفمبر 2020 بتهمة المشاركة في قتل 51 مدني من غير الصرب في شمال غرب البوسنة والهرسك في بداية حرب التسعينيات.
- اعتُقل سبعة مسؤولين عسكريين وشرطيين سابقين من صرب البوسنة والهرسك في البوسنة والهرسك في 8 ديسمبر 2020 بتهمة السجن والتعذيب غير القانونيين لـ 150 من المدنيين البوسنيين والكروات حول بلدة دوني فاكوف بوسط البوسنة والهرسك في ربيع وصيف 1992.

#### توجيههم للمحاكمة
- نيديليكو ميليدراغوفيتش وأليكسا غوليانين: في 19 يوليه 2012 أكدت محكمة البوسنة والهرسك لائحة الاتهام التي وجهت بموجبها إلى كل من المتهمين بارتكاب جريمة الإبادة الجماعية التي ارتكبت في سريبرينيتشا في الفترة من 10 إلى 19 يوليه 1995. وفي ذات الصلة كان ميليدراغوفيتش قائد للفصيلة الثانية من السرية الأولى في مركز تدريب ياهورينا التابع للواء الشرطة الخاصة بوزارة الداخلية بينما كان غوليانين نائب لقائد الفصيلة الثالثة من السرية الأولى في مركز ياهورينا للتدريب التابع للواء الشرطة الخاصة بوزارة الداخلية. لم يكن أي من المتهمين رهن الاحتجاز وتشير البيانات المتاحة إلى أن ميليدراغوفيتش كان يعيش في بلغراد بينما أقام غوليانين في سريمسكا كامينيكا وكلاهما في صربيا. في 18 مارس 2015 تم القبض على كلاهما في صربيا.

سريتشكو آيموفيتش: أكدت محكمة البوسنة والهرسك لائحة الاتهام ضد المتهم في 28 ديسمبر 2015 بتهمة ارتكاب جريمة الإبادة الجماعية في سريبرينيتشا من خلال المساعدة والتحريض.
- توميسلاف كوفاتش: وجه مكتب المدعي العام للبوسنة والهرسك لائحة اتهام ضد المتهمين بالإبادة الجماعية في سريبرينيتشا في 29 ديسمبر 2017. وأرسلت لائحة الاتهام إلى محكمة البوسنة والهرسك للمصادقة عليها.
- في 28 ديسمبر 2017 تم توجيه لائحة اتهام إلى 14 مسلم بوسني بارتكاب جرائم ضد الصرب.
- تم توجيه لائحة اتهام للجنرال الصربي البوسني السابق ميلومير سافيتش بتهم الإبادة الجماعية بالقرب من سريبرينيتشا في 31 ديسمبر 2019.
- رانكو رادولوفيتش: تم اتهام مواطن من الجبل الأسود ومقاتل سابق من صرب البوسنة والهرسك في سبتمبر 2020 بارتكاب جرائم ضد الإنسانية لتورطه في مهاجمة البوشناق والاغتصاب واحتجاز الرهائن وتدمير الممتلكات في منطقة فوكا بالبوسنة والهرسك في عام 1992.

#### قضية ميتروفيتش وآخرين («كرافيتش»)

##### الحكم الابتدائي
في 29 يوليو 2008 بعد محاكمة استمرت عامين وجد القسم الأول لجرائم الحرب في محكمة البوسنة والهرسك سبعة رجال مذنبين بارتكاب إبادة جماعية لدورهم في مذبحة سريبرينيتشا بما في ذلك مقتل 1000 رجل من البوشناق في يوم واحد. في حكم المحاكمة وجدت المحكمة أن المتهمين ميلينكو تريفونوفيتش وألكسندر رادوفانوفيتش وبرانو دزينيتش وسلوبودان ياكوفليفيتش وبرانيسلاف ميدان ارتكبوا جريمة الإبادة الجماعية في انتهاك للمادة 171 (أ) بالاقتران مع المادتين 29 و 180 (1) من القانون الجنائي للبوسنة والهرسك بينما أدين المتهم ميلوش ستوبار بارتكاب جريمة الإبادة الجماعية تحت مسؤولية القيادة في انتهاك للمادة 171 (أ) بالاقتران مع المادة 180 (2) من قانون الجرائم الجنائية في البوسنة والهرسك لأنه تصرف بنية الإبادة الجماعية عندما فشل في معاقبة مرؤوسيه. وخلصت المحكمة إلى أن رجال من البوشناق حاولوا الفرار من سريبرينيتشا قيل لهم إنهم سيظلون بأمان إذا استسلموا. وبدلا من ذلك تم نقلهم إلى تعاونية زراعية في قرية كرافيكا وتم إعدامهم جماعيا.
أدين بارتكاب جريمة الإبادة الجماعية (29 يوليو 2008)
- ميلوس ستوبار (قائد الفرقة الثانية للشرطة الخاصة شيكوفيتشي): أدين وحكم عليه بالسجن 40 عام.
- ميلينكو تريفونوفيتش (قائد فصيلة «سكيلاني» الثالثة جزء من فرقة تشيكوفيتشي التابعة للشرطة الخاصة الثانية): أدين وحكم عليه بالسجن 42 عام.
- برانو دزينيتش (ضابط في قوة الشرطة الخاصة في فرقة تشيكوفيتشي التابعة للشرطة الخاصة الثانية): أُدين وحُكم عليه بالسجن 42 عام.
- سلوبودان ياكوفليفيتش (أفراد قوة الشرطة الخاصة في الفصيلة الثالثة «سكيلاني»): أدين وحكم عليه بالسجن 40 عام.
- برانيسلاف ميدان (أفراد قوة الشرطة الخاصة في فصيلة «سكيلاني» الثالثة): أدين وحكم عليه بالسجن 40 عام.
- بيتار ميتروفيتش (أفراد قوة الشرطة الخاصة من فصيلة «سكيلاني» الثالثة): أدين وحُكم عليه بالسجن 38 عام.
- ألكسندر رادوفانوفيتش (أفراد قوة الشرطة الخاصة في فصيلة «سكيلاني» الثالثة): أدين وحُكم عليه بالسجن 42 عام.

تبرئة
- فيليبور ماكسيموفيتش (أفراد قوة الشرطة الخاصة في فصيلة «سكيلاني» الثالثة): تمت تبرئته.
- ميلوفان ماتيتش (عضو في جيش جمهورية صرب البوسنة): تمت تبرئته.
- ميلادين ستيفانوفيتش (أفراد قوة الشرطة الخاصة في فصيلة «سكيلاني» الثالثة): تمت تبرئته.
- دراغيزا زيفانوفيتش (أفراد قوة الشرطة الخاصة في فصيلة «سكيلاني» الثالثة): تمت تبرئته.

##### حكم هيئة الاستئناف وقرارات المحكمة الدستورية واعادة المحاكمة
- ميلوفان ماتيتش: أيدت هيئة الاستئناف حكم المحاكمة وبالتالي رفضت الاستئناف المقدم من المدعي العام باعتباره لا أساس له من الصحة.
- ميلوش ستوبار: ألغت هيئة الاستئناف حكم المحاكمة وأمرت بإعادة المحاكمة أمام هيئة الاستئناف التابعة للقسم الأول لمحكمة البوسنة والهرسك.
- ميلينكو تريفونوفيتش وبران جينيتش وألكسندر رادوفانوفيتش وسلوبودان ياكوفلييفيتش وبرانيسلاف ميدان: حكمت لجنة الاستئناف بأن حكم المحاكمة قد تم تغييره بمعنى أن المتهمين مع علمهم بوجود خطة إبادة جماعية للآخرين نفذوا الأفعال التي قاموا بها إلى حد كبير ساهموا في ارتكاب هذه الجريمة وبالتالي شاركوا في جريمة الإبادة الجماعية بوصفهم شركاء (وليسوا شركاء في ارتكاب الجريمة) حيث لم يثبت بما لا يدع مجال للشك أن المتهمين أنفسهم تصرفوا بنية الإبادة الجماعية. ومن ثم حُكم على تريفونوفيتش بـ 33 عام وجينيتش 32 عام ورادوفانوفيتش 32 عام وياكوفليفيتش 28 عام وميدان 28 عام.

أخيرا شددت هيئة الاستئناف على أنه «لا جدال في أن الإبادة الجماعية قد ارتكبت في سريبرينيتشا في يوليه 1995. وبسبب طبيعتها لم يكن من الممكن أن يرتكبها فرد واحد ولكن كان يجب أن تشمل مشاركة نشطة لعدد من الأشخاص. أشخاص كل منهم له دور. ومع ذلك من الواضح أنه لم يتصرف جميع المشاركين في الأحداث في سريبرينيتشا في الوقت المشار إليه بنفس الحالة الذهنية ولم يتخذوا نفس الإجراءات».
في 22 أكتوبر 2013 أيدت المحكمة الدستورية للبوسنة والهرسك طعون ميلينكو تريفونوفيتش وألكسندر رادوفانوفيتش وبرانو جينيتش وسلوبودان ياكوفليفيتش وبيتر ميتروفيتش وبرانيسلاف ميدان ووجدت أن محكمة البوسنة والهرسك قد انتهكت حقوقهم من المادة 7 من الاتفاقية الأوروبية لحقوق الإنسان عندما طبقت القانون الجنائي الجديد للبوسنة والهرسك بدل من القانون الذي كان ساري المفعول عندما ارتكبت جريمة الإبادة الجماعية. وأعيدت القضايا إلى محكمة البوسنة والهرسك لمحاكمة جديدة. وعملا بقرار المحكمة الدستورية أنهت محكمة البوسنة والهرسك تنفيذ عقوبة السجن للمتهمين وأطلقت سراحهم من السجن قبل بدء محاكمات جديدة.
في 29 أبريل 2014 أصدرت هيئة القسم الأول لجرائم الحرب التابعة لقسم الاستئناف بمحكمة البوسنة والهرسك حكم يمنح جزئيا الطعون المقدمة بعد قرار المحكمة الدستورية للبوسنة والهرسك وبالتالي مراجعة الحكم الابتدائي الصادر في 29 يوليو 2008 فيما يتعلق بالتوصيف القانوني للجريمة وإدانة المتهم بارتكاب جريمة الإبادة الجماعية بموجب المادة 141 من القانون الجنائي لجمهورية يوغوسلافيا الاتحادية الاشتراكية كما تقرأ مع المادة 24 (المساعدة والتحريض) من القانون المذكور والحكم على المتهم حكم على ميلينكو تريفونوفيتش وبران جينيتش وألكسندر رادوفانوفيتش وسلوبودان ياكوفليفيتش وبرانيسلاف ميدان بالسجن 20 عام لكل منهم.

###### حكم هيئة الاستئناف في قضية ميتروفيتش وقرار المحكمة الدستورية وإعادة المحاكمة
في حكم منفصل قبلت هيئة الاستئناف استئناف بيتار ميتروفيتش جزئيا ووجدته مذنب بارتكاب جريمة الإبادة الجماعية ولكن بصفته مساعد (مساعدة وتحريض) وحكمت عليه بالسجن 28 عام.
في 22 أكتوبر 2013 أيدت المحكمة الدستورية للبوسنة والهرسك استئناف بيتار ميتروفيتش ووجدت أن محكمة البوسنة والهرسك انتهكت حقوقه من المادة 7 من الاتفاقية الأوروبية لحقوق الإنسان عندما طبقت القانون الجنائي الجديد للبوسنة والهرسك بدلا من تلك التي كانت سارية عند ارتكاب جريمة الإبادة الجماعية. وأعيدت القضية إلى محكمة البوسنة والهرسك لإجراء محاكمة جديدة. وعملا بقرار المحكمة الدستورية أنهت محكمة البوسنة والهرسك تنفيذ عقوبة السجن للمتهم وأطلق سراحه من السجن قبل بدء محاكمة جديدة.
أرسلت هيئة القسم الأول لجرائم الحرب التابعة لقسم الاستئناف بمحكمة البوسنة والهرسك في 29 أبريل 2014 حكم في هذه القضية بقبول جزئيا استئناف الدفاع عن المتهم وبالتالي مراجعة الحكم السابق فيما يتعلق بقانونه. التأهيل وإدانة المتهم بيتار ميتروفيتش بارتكاب جريمة الإبادة الجماعية بموجب القانون الجنائي لجمهورية يوغوسلافيا الاتحادية الاشتراكية كمتعاون (مساعدة وتحريض) والحكم عليه بالسجن 20 عام.

###### إعادة المحاكمة في قضية ميلوش ستوبار
ستوبار الذي يُزعم أنه عمل كقائد لمفرزة تشيكوفيتشي الثانية للشرطة الخاصة اتُهم بارتكاب جريمة الإبادة الجماعية تحت مسؤولية القيادة حيث يُزعم أنه فشل في اتخاذ التدابير اللازمة والمعقولة لمنع أفراد مفرزة من المشاركة في بارتكاب جريمة إبادة جماعية في سريبرينيتشا وبعد ارتكاب الجريمة فشل في اتخاذ الخطوات اللازمة لمعاقبتهم.
أُدين ستوبار في الحكم الابتدائي الصادر في 29 يوليو 2009 لكن لجنة الاستئناف التابعة للقسم الأول لجرائم الحرب بموجب حكمها الصادر في 9 سبتمبر 2009 عدلت حكم المحاكمة في جزء الحكم الصادر فيها وأمرت من بين أمور أخرى إعادة محاكمة بخصوص ستوبار أمام هيئة الاستئناف التابعة للقسم الأول لمحكمة البوسنة والهرسك. أصدرت محكمة الاستئناف حكمها في 5 مايو 2010 والتي حصلت بموجبه على ستوبار من جميع التهم لأنه لم يكن بحكم الأمر الواقع أو بحكم القانون قائد مفرزة تشيكوفيتشي الثانية للشرطة الخاصة وبما أنه لم يكن لديه السيطرة على مرتكبي الجرائم.

##### قضية ميلوراد تربيتش

###### حكم أول درجة
ميلوراد تربيتش قائد احتياطي سابق في لواء زفورنيك في جيش جمهورية صرب البوسنة اتُهم بالإبادة الجماعية وفقا للمادة 171 من القانون الجنائي للبوسنة والهرسك بالتزامن مع قتل أفراد من جيش جمهورية صرب البوسنة. المجموعة التي تسبب ضرر جسدي أو عقلي خطير لأفراد المجموعة وتعمد إلحاق الأذى الجماعي بظروف الحياة التي تهدف إلى تدميرها المادي كليا أو جزئيا وفرض تدابير تهدف إلى منع المواليد داخل المجموعة. في 16 أكتوبر 2009 وجدت محكمة البوسنة والهرسك في حكم ابتدائي أن ميلوراد تربيتش مسؤول بشكل مباشر عن الجرائم التي ارتكبها كجزء من مشروع إجرامي مشترك لتدمير جميع البوسنيين الذين تم إحضارهم إلى منطقة مسؤوليته خلال الفترة التي أعقبت السقوط من سريبرينيتشا. وحكمت المحكمة على تربيتش لمشاركته في الجرائم بالسجن ثلاثين عام.

###### حكم ثاني درجة
في 16 أكتوبر 2009 رفضت هيئة الاستئناف التابعة لمحكمة البوسنة والهرسك عقب جلسة استماع علنية الطعون المقدمة من مكتب المدعي العام للبوسنة والهرسك ومحامي الدفاع باعتبارها لا أساس لها من الصحة وأكدت الحكم والعقوبة برمتها.

###### قرار المحكمة الدستورية وإعادة المحاكمة
في 6 نوفمبر 2014 أيدت المحكمة الدستورية للبوسنة والهرسك استئناف ميلوراد تربيتش الذي خلص إلى أن محكمة البوسنة والهرسك انتهكت حقوقه من المادة 7 من الاتفاقية الأوروبية لحقوق الإنسان عندما طبقت القانون الجنائي الجديد للبوسنة والهرسك بدلا من تلك التي كانت سارية عند ارتكاب جريمة الإبادة الجماعية. وأعيدت القضية إلى محكمة البوسنة والهرسك لمحاكمة جديدة. بعد قرار المحكمة الدستورية أصدرت هيئة محكمة الاستئناف التابعة للقسم الأول لجرائم الحرب بمحكمة البوسنة والهرسك في 3 فبراير 2015 حكم بتاريخ 19 يناير 2015 والذي بموجبه تمت مراجعة حكم المحكمة الابتدائية في شروط تطبيق القانون الجنائي والقرار المتعلق بالعقوبة وبالتالي فإن الإجراءات التي أدين فيها تربيتش بموجب الحكم الابتدائي تُعرَّف على أنها جريمة الإبادة الجماعية التي تنتهك المادة 141 من القانون الجنائي للاشتراكي تم الاستيلاء على جمهورية يوغوسلافيا الاتحادية بناء على قانون تطبيق القانون الجنائي للبوسنة والهرسك والقانون الجنائي لجمهورية يوغوسلافيا الاتحادية الاشتراكية كما تقرأ بالمادة 22 (المشاركة في ارتكاب) من القانون المذكور. راجعت المحكمة الحكم من حيث العقوبة أيضا وحكمت على تربيتش بالسجن لمدة عشرين عام. بقي الجزء المتبقي من حكم المحكمة الابتدائية على حاله.

##### قضية رادومير فوكوفيتش وآخرون

###### حكم من الدرجة الأولى وأمر من الدرجة الثانية لإعادة المحاكمة
في 21 أكتوبر 2008 أصدرت المحكمة قرار بشأن ضم قضيتي رادومير فوكوفيتش (X-KR-06 / 180-2) وزوران توميتش (X-KR-08/552) وبدأت المحاكمة الرئيسية في 4 ديسمبر 2008 كلاهما متهم بارتكاب جريمة الإبادة الجماعية ودفع كلاهما ببراءتهما. في 22 أبريل 2010 أصدرت محكمة البوسنة والهرسك حكم ابتدائي قضى بأن المتهم مذنب بالمساعدة عن علم في ارتكاب جريمة الإبادة الجماعية لأنه بصفتهما أفراد من قوة الشرطة الخاصة في المفرزة الثانية للشرطة الخاصة شكوفيتشي من جمهورية صرب البوسنة شاركوا في الحفاظ على الطريق سالك أثناء نقل البوشناق بواسطة الشاحنات والحافلات من أجل القبض لاحقا على عدد كبير من الرجال البوسنيين الذين حاولوا الهروب من المنطقة الآمنة للأمم المتحدة ونقلهم إلى جمعية كرافيكا الزراعية التعاونية حيث كانوا شارك في إعدامهم. وحُكم على كل منهما بالسجن لمدة طويلة تصل إلى 31 سنة. في 11 مايو 2011 أصدرت هيئة محكمة الاستئناف التابعة للقسم الأول لجرائم الحرب بعد جلسة علنية قرار استئناف يلغي حكم المحكمة ويأمر بإعادة المحاكمة أمام هيئة الاستئناف.

###### حكم ثاني درجة
في 25 يناير 2012 أصدرت محكمة الاستئناف التابعة للقسم الأول لجرائم الحرب عقب جلسة علنية حكم المحكمة الثانية الذي أدين فيه رادومير فوكوفيتش بارتكاب جريمة المساعدة والتحريض على الإبادة الجماعية. حكم عليه بالسجن لمدة طويلة لمدة 31 عام. تمت تبرئة زوران توميتش.

###### قرار المحكمة الدستورية وإعادة المحاكمة
في 27 أكتوبر 2015 أيدت المحكمة الدستورية للبوسنة والهرسك استئناف رادومير فوكوفيتش الذي خلص إلى أن محكمة البوسنة والهرسك انتهكت حقوقه من المادة 7 من الاتفاقية الأوروبية لحقوق الإنسان عندما طبقت القانون الجنائي الجديد للبوسنة والهرسك بدلا من تلك التي كانت سارية عند ارتكاب جريمة الإبادة الجماعية. وأعيدت القضية إلى محكمة البوسنة والهرسك لمحاكمة جديدة. بعد قرار المحكمة الدستورية أرسلت هيئة محكمة الاستئناف التابعة للقسم الأول لجرائم الحرب بمحكمة البوسنة والهرسك في 17 ديسمبر 2015 الحكم الذي بموجبه يتم مراجعة حكم المحكمة الابتدائية من حيث التطبيق من القانون الجنائي والقرار المتعلق بالعقوبة وبالتالي فإن الإجراءات التي أدين فوكوفيتش بارتكابها بموجب الحكم الابتدائي تُعرف بأنها جريمة الإبادة الجماعية التي تنتهك المادة 141 من القانون الجنائي لجمهورية يوغوسلافيا الاتحادية الاشتراكية تم الاستيلاء عليها بناء على قانون تطبيق القانون الجنائي للبوسنة والهرسك والقانون الجنائي لجمهورية يوغوسلافيا الاتحادية الاشتراكية. راجعت المحكمة الحكم من حيث العقوبة أيضا وحكمت على فوكوفيتش بالسجن لمدة عشرين عام. بقي الجزء المتبقي من حكم المحكمة الابتدائية على حاله.

##### مومير بيليميس وسلافكو بيريتش

###### حكم أول درجة
عمل المتهم مومير بيليميس كنائب قائد الكتيبة الأولى من لواء مشاة زفورنيك الأول (الكتيبة الأولى) وقائد بالنيابة للكتيبة الأولى في الفترة ما بين 9 و21 يوليو 1995 بينما في الفترة ما بين 14 يوليو و21 يوليو. في 17 سبتمبر 1995 عمل المتهم سلافكو بيريتش كمساعد قائد الأمن والاستخبارات في الكتيبة الأولى. وأكدت المحكمة لائحة الاتهام ضد المتهمين في 28 نوفمبر 2008 واتهمت كلا المتهمين بارتكاب الإبادة الجماعية. في جلسة استماع أمام القسم الأول من جرائم الحرب بالمحكمة عُقدت في 16 يناير 2009 دفع كل من المتهمين بأنه غير مذنب وبدأت المحاكمة الرئيسية في 10 مارس 2009.
في 31 أكتوبر 2011 أعلنت هيئة المحاكمة التابعة للقسم 1 في محكمة البوسنة والهرسك الحكم الابتدائي حيث حكمت على مومير بيليميس وسلافكو بيريتش بالسجن 16 و19 عام على التوالي لارتكاب جريمة الإبادة الجماعية ووجدت أن قدم المتهم عن علم المساعدة لأعضاء المشروع الإجرامي المشترك الذي يهدف إلى قتل الرجال البوشناق القادرين من سريبرينيتشا خلال هجوم واسع النطاق ومنهجي على المنطقة الآمنة للأمم المتحدة في سريبرينيتشا بين 10 يوليو و1 نوفمبر 1995 من قبل أعضاء جمهورية جيش صرب البوسنة في جمهورية صرب البوسنة.

###### حكم ثاني درجة
في 26 ديسمبر 2012 أصدرت محكمة الاستئناف التابعة للقسم الأول لجرائم الحرب عقب جلسة علنية حكم المحكمة الثانية الذي ألغت بموجبه الحكم الابتدائي بشأن المتهم مومير بيليميس وأمرت بإعادة المحاكمة أمام محكمة الاستئناف. كما غيرت جزئيا الحكم الصادر ضد برانكو بيريتش بحيث أعيد الحكم عليه بالسجن 11 عام.

###### إعادة المحاكمة في قضية مومير بيليميس
بدأت المحاكمة الرئيسية أمام هيئة القسم الأول لجرائم الحرب التابعة لمحكمة الاستئناف بمحكمة البوسنة والهرسك في 14 فبراير 2013 وصدر حكم المحكمة الثانية في 13 يونيو 2013. وقد وجدت محكمة الاستئناف أن المتهم غير مذنب جريمة الإبادة الجماعية.

##### قضية دوسكو جيفيتش وآخرون

###### حكم أول درجة
في 22 يناير 2010 أكدت محكمة البوسنة والهرسك لائحة الاتهام في قضية دوشكو جيفيتش وآخرون. قضية اتهام المتهمين دوشكو جيفيتش ومندلييف تشوريتش وغوران ماركوفيتش بارتكاب جريمة الإبادة الجماعية فيما يتعلق بمذبحة سريبرينيتشا. في 19 أبريل 2010 أصدرت المحكمة قرار بدمج هذه القضية مع القضية المرفوعة ضد نيجو إيكونيتش الذي أصدرت المحكمة ضده في 21 يناير 2010 قرار يقضي باحتجاز المتهم لمدة شهر واحد بعد إلقاء القبض عليه في الولايات المتحدة وتم تسليمه إلى البوسنة والهرسك والتي أكدت في وقت لاحق لائحة الاتهام بحق المتهمين بارتكاب جريمة الإبادة الجماعية في سريبرينيتشا. ودفع إيكونيتش بأنه غير مذنب في التهم الموجهة إليه. كان المتهم جيفيتش في الوقت المناسب بصفته نائب قائد لواء الشرطة الخاصة بوزارة الشؤون الداخلية لجمهورية صرب البوسنة وقائد مركز تدريب لواء الشرطة الخاص ياهورينا المتهم جوريتش بصفته قائد السرية الأولى لمركز تدريب ياهورينا المتهم ماركوفيتش بصفته قائد الفصيل الثاني من السرية الأولى لمركز التدريب ياهورينا والمتهم إيكونيتش بصفته قائد السرية الثانية لمركز تدريب ياهورينا التابع للواء الشرطة.
في 25 مايو 2012 أصدر القسم الأول من جرائم الحرب في محكمة البوسنة والهرسك حكم ابتدائي قضى فيه على المتهمين جيفيتش وجوريتش بتهمة مساعدة أعضاء المشروع الإجرامي المشترك عن طيب خاطر لارتكاب إبادة جماعية في سريبرينيتشا بينما تم العثور على إيكونيتش وماركوفيتش غير مذنبين في الجرائم المتهمين بها. وحُكم على جيفيتش بالسجن 35 سنة وعلى أوريتش 30 سنة.

###### حكم ثاني درجة
في 16 أغسطس 2013 أصدرت محكمة الاستئناف التابعة للقسم الأول لجرائم الحرب بمحكمة البوسنة والهرسك حكمها الابتدائي الثاني الذي خفضت بموجبه عقوبة السجن طويل الأجل بحق المتهم جيفيتش إلى 32 عام والمتهم وريتش إلى 28 عام رفض الاستئناف المقدم من مكتب المدعي العام للبوسنة والهرسك لسوء الأساس.

##### قضية زيليكو إيفانوفيتش

###### حكم من الدرجة الأولى وأمر من الدرجة الثانية لإعادة المحاكمة
اتُهم المتهم زيليكو إيفانوفيتش بارتكاب جريمة إبادة جماعية يُزعم أنه شارك فيها كعضو في وحدة الشرطة الخاصة في مفرزة تشيكوفيتشي الثانية خلال الفترة من 10 إلى 19 يوليو 1995 في سريبرينيتشا وحولها. في 29 يونيو 2009 دفع المتهم ببراءته من تهمة الإبادة الجماعية. في 24 أبريل 2012 أصدرت هيئة المحاكمة التابعة للقسم الأول لجرائم الحرب بمحكمة البوسنة والهرسك حُكم ابتدائي خلص إلى أن المتهم مذنب بارتكاب جريمة جنائية تتعلق بجرائم ضد الإنسانية وحكمت على المتهم بالسجن لمدة 13 عام. وطالبت النيابة محكمة الاستئناف بالمحكمة بالموافقة على استئنافها وإلغاء الحكم المطعون فيه وتحديد موعد لإعادة المحاكمة أو تعديل الحكم بإدانة المتهم بارتكاب جريمة الإبادة الجماعية بينما استأنف الدفاع أيضا. في 5 ديسمبر 2012 وافقت هيئة القسم الأول لجرائم الحرب التابعة لقسم الاستئناف بمحكمة البوسنة والهرسك على استئناف المدعي العام والدفاع وألغت الحكم الابتدائي الصادر عن المحكمة وقررت إعادة المحاكمة أمام هيئة محكمة البوسنة والهرسك شعبة الاستئناف.

###### حكم ثاني درجة
في 17 يونيو 2003 وجدت محكمة الاستئناف في محكمة البوسنة والهرسك أن المتهم مذنب بارتكاب جريمة الإبادة الجماعية كشريك وحكمت عليه بالسجن لمدة 24 عام.

###### قرار المحكمة الدستورية وإعادة المحاكمة
في 28 مارس 2014 أيدت المحكمة الدستورية للبوسنة والهرسك استئناف زيليكو إيفانوفيتش الذي خلص إلى أن محكمة البوسنة والهرسك قد انتهكت حقوقه من المادة 7 من الاتفاقية الأوروبية لحقوق الإنسان عندما طبقت القانون الجنائي الجديد للبوسنة والهرسك بدل من تلك التي كانت سارية عند ارتكاب جريمة الإبادة الجماعية. أعيدت القضية إلى محكمة البوسنة والهرسك لمحاكمة جديدة. عملا بقرار المحكمة الدستورية أنهت محكمة البوسنة والهرسك تنفيذ عقوبة السجن للمتهمين وأفرجت عن هوم من السجن قبل بدء محاكمة جديدة.
بعد قرار المحكمة الدستورية وجدت هيئة محكمة الاستئناف التابعة للقسم الأول لجرائم الحرب بمحكمة البوسنة والهرسك أن إيفانوفيتش مذنب بارتكاب جريمة الإبادة الجماعية ولكن الآن بموجب المادة 141 من القانون الجنائي للجمهورية الاتحادية الاشتراكية يوغوسلافيا بالاقتران مع المادة 24 من نفس القانون (التواطؤ) وحكم عليه بالسجن لمدة 20 عام.

##### قضية غوران ساريتش
في 29 أغسطس 2013 اتهم مكتب المدعي العام لمحكمة البوسنة والهرسك ساريتش بارتكاب جريمة إبادة جماعية بسبب المذبحة التي ارتكبت في سريبرينيتشا. أكدت محكمة البوسنة والهرسك لائحة الاتهام ضد ساريتش في 9 سبتمبر 2013.

###### حكم أول درجة
في 16 فبراير 2018 أصدرت هيئة القسم الأول لجرائم الحرب في محكمة البوسنة والهرسك حكم ببراءة غوران ساريتش من التهم المتعلقة بارتكاب جريمة الإبادة الجماعية في سريبرينيتشا.

##### قضية ألكسندر تسفيتكوفيتش
في 18 يناير 2010 اعتقلت وحدة التحقيقات الدولية الإسرائيلية تسفيتكوفيتش للاشتباه في مشاركته في الإبادة الجماعية في سريبرينيتشا. في 15 أغسطس 2013 تم تسليم تسفيتكوفيتش من إسرائيل إلى البوسنة والهرسك لمحاكمته بتهمة المشاركة في الإبادة الجماعية في سريبرينيتشا. أكدت محكمة البوسنة والهرسك لائحة الاتهام ضد تسفيتكوفيتش في 12 سبتمبر 2013. واتهم بأنه بصفته عضو في مفرزة التخريب العاشرة التابعة لهيئة الأركان الرئيسية لجيش جمهورية صرب البوسنة في أواخر يونيه 1995 شارك في شن الهجوم الأول على المنطقة الآمنة للأمم المتحدة في سريبرينيتشا وقاعدة قوة الأمم المتحدة للحماية مع بهدف ترهيب السكان البوسنيين وأنه في 11 يوليو 1995 شارك في العملية العسكرية كريفايا 95 أو الاستيلاء على منطقة آمنة تابعة للأمم المتحدة في سريبرينيتشا. واتهم أيضا أنه بعد دخول سريبرينيتشا وبعد طرد جميع السكان البوسنيين من المنطقة الآمنة في 16 يوليه 1995 في تعاونية برانجيفو الزراعية مع أعضاء آخرين من مفرزة التخريب العاشرة أطلق النار. تجمعت بندقية آلية على المحتجزين في مجموعات من عشرة رجال وفي هذه المناسبة تم إعدام ما لا يقل عن تسعمائة من الرجال البوشناق المحتجزين والصبية الصغار من جيب سريبرينيتشا بإجراءات موجزة ونجا اثنان فقط من المعتقلين.

###### حكم أول درجة
أصدرت هيئة المحاكمات التابعة للقسم الأول لجرائم الحرب بمحكمة البوسنة والهرسك في 2 يوليو 2015 حكم بتبرئة المتهم من جميع التهم المتعلقة بارتكاب جريمة الإبادة الجماعية بموجب المادة 171 (أ) و (ب) من قانون العقوبات. القانون الجنائي للبوسنة والهرسك مقروء بالمادة 29 من نفس القانون.

##### ستانيشيتش أوستويا وقضية أخرى
ألقي القبض على أوستويا ستانيشيتش وماركو ميلوسيفيتش في 21 يونيو 2012 بموجب مزاعم المشاركة في الإبادة الجماعية في سريبرينيتشا من خلال المساعدة عن علم في ارتكاب الإبادة الجماعية في منطقة قريتي بيتكوفتشي وتشوليسي ببلدية زفورنيك. في 2 أغسطس 2012 أكدت محكمة البوسنة والهرسك لائحة الاتهام ضد المتهمين. في الفترة ذات الصلة كان أوستويا ستانيشيتش قائد كتيبة لواء زفورنيك السادس بينما كان ماركو ميلوسيفيتش نائب قائد كتيبة لواء زفورنيك السادس. في 5 سبتمبر 2012 دفع كل من المتهمين ببراءته من التهم الموجهة إليه.

###### حكم أول درجة
أصدرت المحكمة الابتدائية للقسم الأول لجرائم الحرب بمحكمة البوسنة والهرسك في 31 مارس 2017 حكم أدين بموجبه المتهم أوستويا ستانيشيتش بارتكاب جريمة الإبادة الجماعية وحُكم عليه بالسجن 11 عام في حين أن المتهم تمت تبرئة ماركو ميلوسيفيتش.

##### قضية يوسيبوفيتش

###### حكم أول درجة
بموجب قرار محكمة البوسنة والهرسك الصادر في 5 سبتمبر 2014 أمر المشتبه به برانيمير تيسيتش بالحبس لمدة شهر واحد بينما أمرت المحكمة فيما يتعلق بالمشتبه به ميودراغ يوسيبوفيتش بعدد من تدابير الحظر بما في ذلك حظر مغادرة مكان الإقامة (إقامة جبرية). وكلاهما متهم بارتكاب جريمة الإبادة الجماعية. في 2 أكتوبر 2014 أكدت محكمة البوسنة والهرسك لائحة الاتهام ضد كل من المتهمين بارتكاب جريمة الإبادة الجماعية. تدعي لائحة الاتهام أن يوسيبوفيتش بصفته رئيس مركز الأمن العام براتوناك وعضو هيئة أركان قوات الشرطة في مركز الأمن العام في زفورنيك مقيمين في مركز الأمن العام براتوناك وتيسيتش بصفته نائب قائد مركز شرطة براتوناك في تلك الفترة من 12 يوليو إلى 19 يوليو 1995 ساعد وحرض على التدمير الجزئي للبوشناق من جيب سريبرينيتشا. في 16 ديسمبر 2014 أكدت محكمة البوسنة والهرسك لائحة الاتهام ضد المتهمين دراغومير فاسيتش ودانيلو زولجيتش ورادومير بانتيكون بتهمة ارتكاب جريمة الإبادة الجماعية في سريبرينيتشا من خلال المساعدة والتحريض. وفي 29 نوفمبر برأت محكمة البوسنة والهرسك المتهم.

##### أدين بارتكاب جرائم أخرى

###### قضية فرانك كوس وآخرون
في 12 أغسطس 2010 أكدت محكمة البوسنة والهرسك لائحة الاتهام في «قضية فرانك كوس وآخرين» التي وجهت إلى المتهمين فرانك كوس وستانكو كوجيتش وفلاستيمير غوليجان وزوران جورونجا بصفتهم أعضاء في مفرزة التخريب العاشرة التابعة لهيئة الأركان الرئيسية جيش جمهورية صرب البوسنة بارتكاب جريمة الإبادة الجماعية في سريبرينيتشا. في جلسة الاستماع في 8 سبتمبر 2010 أقر المتهم فلاستيمير غوليجان بالذنب بينما دفع المتهم كوس وكوجيتش وغورونيا ببراءته من جريمة الإبادة الجماعية.
في 15 يونيو 2012 أصدر القسم الأول الخاص بجرائم الحرب بمحكمة البوسنة والهرسك حكمه الابتدائي وخلص إلى أن جريمة الإبادة الجماعية قد ارتكبت في سريبرينيتشا في الفترة ذات الصلة لكنه خلص إلى أن جميع المتهمين مذنبون بارتكاب جرائم ضد الإنسانية. حُكم على ستانكو كوجيتش بالسجن 43 عام بينما حكم على فرانك كوس وزوران جورونجا بالسجن 40 عام. حُكم على فلاستيمير غوليجان بالسجن 19 سنة. في 15 فبراير 2013 أصدرت محكمة الاستئناف في محكمة البوسنة والهرسك حكمها برفض استئناف مكتب المدعي العام وقبول استئناف المتهمين جزئيا وخففت الأحكام الصادرة عليهم. حُكم على فرانك كوس بالسجن 35 عام وعلى ستانكو كوجيتش بالسجن 32 عام وعلى فلاستيمير غوليجان بالسجن 15 عام وزوران جورونجا بالسجن 30 عام.

###### قضية بوجيدار كوفيليا
في 17 يناير 2010 حُرم بوجيدار كوفيليا ضابط شرطة سابق في الفصيلة الثانية التابعة للسرية الأولى لمركز تدريب ياهورينا من حريته في منطقة تشاجنيتشي بأمر من المدعي العام للإدارة الخاصة لجرائم الحرب التابعة للمدعي العام في البوسنة والهرسك ويشتبه في أنه شارك في الإبادة الجماعية في سريبرينيتشا. صدر أمر باحتجازه في 19 يناير 2011. في 4 مارس 2011 أرسل مكتب المدعي العام للبوسنة والهرسك لائحة الاتهام إلى محكمة البوسنة والهرسك للتصديق عليها. كوفيليا متهم من بين أمور أخرى بالإعدام المزعوم لحوالي ألف رجل وصبي من البوشناق خلال الإبادة الجماعية في سريبرينيتشا. في 9 مارس 2011 أكدت محكمة البوسنة والهرسك لائحة الاتهام واتهمت كوفيليا بارتكاب جريمة الإبادة الجماعية. ودفع كوفيليا في وقت لاحق بأنه غير مذنب.
في 11 يناير 2013 أصدرت هيئة المحاكمة التابعة للقسم الأول لجرائم الحرب بمحكمة البوسنة والهرسك حُكم ابتدائي قضى بإدانة المتهم بارتكاب جرائم ضد الإنسانية وحكمت عليه بالسجن لمدة 20 عام. أشار كل من المدعي العام والدفاع إلى أنهما سيستأنفان الحكم. في 19 نوفمبر 2013 أيدت المحكمة الحكم الابتدائي برفض استئناف الدفاع والمدعي العام.

##### مساومات الإقرار بالذنب
- فاسو تودوروفيتش: أكدت المحكمة لائحة الاتهام الموجهة إليه في 2 يونيه 2008 والتي زُعم بموجبها أن تودوروفيتش بصفته أحد أفراد الشرطة الخاصة في مفرزة تشيكوفيتشي الثانية خلال الفترة من 10 يوليه إلى 19 يوليه 1995 بنية إبادة جزئية لمجموعة من البوشناق شارك في عمل إجرامي مشترك يهدف إلى النقل القسري لنحو 40 ألف مدني من منطقة الحماية التابعة للأمم المتحدة في سريبرينيتشا ووجهت لهم تهمة الإبادة الجماعية. في 23 يونيو 2008 دفع تودوروفيتش بأنه غير مذنب وبدأت المحاكمة في 13 أكتوبر 2010. أبرم تودوروفيتش اتفاق إقرار مع الادعاء في 16 أكتوبر 2010 وبعد ذلك تم استبدال تهمة الإبادة الجماعية بجرائم ضد الإنسانية. في 22 أكتوبر 2010 أُدين بالمساعدة والتحريض على القتل والترحيل والنقل القسري كجريمة ضد الإنسانية ارتكبت في سريبرينيتشا في يوليو 1995 وحُكم عليه بالسجن ستة أعوام.
- دراغان كرنوغوراك: في 15 نوفمبر 2010 حُرم كرنوغوراك من حريته في بانيا لوكا بأمر من المدعي العام للإدارة الخاصة لجرائم الحرب التابعة لمكتب المدعي العام في البوسنة والهرسك ويُشتبه في أنه كان يعمل كعضو في قوات الشرطة في مركز تدريب ياهورينا وهو جزء من وزارة الداخلية في جمهورية صرب البوسنة شارك شخصيا في القبض على رجال مسلمين في قرية سينديتشي حاولوا الفرار من سريبرينيتشا وإعدامهم أثناء الإبادة الجماعية في يوليو 1995. أبرم كرنوغوراك صفقة بالذنب بعد اتهامه بارتكاب جرائم إبادة جماعية وبعدها حُكم عليه بالسجن 13 عام لارتكابه جرائم ضد الإنسانية.

### المحاكمات الألمانية
في أواخر التسعينيات أصدرت المحاكم الألمانية أحكام بالحبس على العديد من الأفراد الذين أدانتهم المحاكم الألمانية بالمشاركة في الإبادة الجماعية في البوسنة والهرسك. تم الاستشهاد بحالتين من هذه الحالات في الحكم الذي أصدرته المحكمة الجنائية الدولية ليوغوسلافيا السابقة ضد راديسلاف كرستيتش عند النظر فيما إذا كانت مذبحة سريبرينيتشا تفي بشرط اتفاقية الأمم المتحدة لمنع جريمة الإبادة الجماعية والمعاقبة عليها «جزئيا».

#### نوفيسلاف جاييتش
تم اتهام نوفيسلاف جاييتش في ألمانيا بالمشاركة في الإبادة الجماعية لكن المحكمة الإقليمية العليا فشلت في العثور على يقين كاف لإدانة جنائية بأنه كان ينوي ارتكاب إبادة جماعية. ومع ذلك أدين جاييتش بارتكاب 14 قضية قتل وقضية محاولة قتل. في استئناف جاييتش في 23 مايو 1997 وجدت محكمة الاستئناف البافارية أن أعمال الإبادة الجماعية قد ارتكبت في يونيو 1992 محصورة داخل منطقة فوكا الإدارية.

#### نيكولا يورغيتش
أصدرت المحكمة الإقليمية العليا في دوسلدورف في سبتمبر 1997 إدانة بالإبادة الجماعية ضد نيكولا يورغيتش الصربي البوسني من منطقة دوبوي الذي كان زعيم مجموعة شبه عسكرية تقع في منطقة دوبوي. تم رفض استئنافه من قبل المحكمة الدستورية الفيدرالية الألمانية.

##### الطلب أمام المحكمة الأوروبية لحقوق الإنسان
في 12 يوليو 2007 رفضت المحكمة الأوروبية لحقوق الإنسان استئناف نيكولا يورغيتش لكنها أكدت أن المحاكم الألمانية فسرت القانون المحلي الألماني بشأن الإبادة الجماعية على نطاق أوسع من الأحكام الأخيرة الصادرة عن المحكمة الجنائية الدولية ليوغوسلافيا السابقة ومحكمة العدل الدولية.
بعد أن راجعت المحكمة الأوروبية لحقوق الإنسان القضية والأحكام الدولية الأحدث بشأن هذه القضية رأت أن «تفسير المحاكم [الألمانية] لـ» نية تدمير جماعة «على أنه لا يستلزم إن تدمير المجموعة الذي تبناه أيضا عدد من العلماء [...] مشمول بالصياغة ومقروءة في سياقها لجريمة الإبادة الجماعية في القانون الجنائي [الألماني] ولا يبدو غير معقول» وبالتالي خلصت إلى أنه «بينما فضلت العديد من السلطات تفسير ضيق لجريمة الإبادة الجماعية كانت هناك بالفعل عدة سلطات في الوقت المادي فسرت جريمة الإبادة الجماعية بنفس الطريقة الأوسع التي فسرتها المحاكم الألمانية» وأن «[يورغيتش] إذا لزم الأمر بمساعدة محام كان من المعقول أن يتوقع أنه سيواجه خطر اتهامه وإدانته بارتكاب جريمة إبادة جماعية بسبب الأفعال التي ارتكبها في عام 1992». ولهذا السبب سبب رفض المحكمة تأكيد يورغيتش أنه كان هناك خرق ألمانيا للمادة 7 (لا عقوبة بدون قانون) من الاتفاقية الأوروبية لحقوق الإنسان.

#### ماكسيم سوكولوفيتش
في 29 نوفمبر 1999 حكمت المحكمة الإقليمية العليا في دوسلدورف على مكسيم سوكولوفيتش بالسجن 9 سنوات بتهمة المساعدة والتحريض على جريمة الإبادة الجماعية والانتهاكات الجسيمة لاتفاقيات جنيف.

#### جوراج كوشلييتش
في عام 1999 أُدين جوراج كوشليتش بارتكاب إبادة جماعية وحكم عليه بالسجن مدى الحياة من قبل محكمة ألمانية لقتل ستة من البوشناق وأمر بطرد غيرهم من السكان الصرب بينما كان قائد شرطة فربانيتشي (بلدية كوتور فاروس) في عام 1992. تم تغيير تصنيف جرائمه إلى التواطؤ في الإبادة الجماعية عند الاستئناف لكن عقوبته لم تتغير. جادل بعض علماء القانون بأن «المحاكم اتخذت وجهة نظر واسعة نسبيا» فيما يتعلق بالعنصر العقلي للإبادة الجماعية في تلك القضية.
في 11 يناير 2006 قدم كوشلييتش استئناف أمام المحكمة الدستورية للبوسنة والهرسك مدعيا أن حقوقه في المحاكمة العادلة قد انتهكت عندما لم يكن من الممكن له المشاركة في الإجراءات أمام وزارة الشؤون المدنية والاتصالات في البوسنة والهرسك ووزارة الشؤون الخارجية في البوسنة والهرسك عندما تقرر أن البوسنة والهرسك لن يطلب تسليمه فيما يتعلق بالإجراءات الجنائية المرفوعة ضده بتهمة الإبادة الجماعية على الرغم من أنه يرى أن البوسنة والهرسك كان لديه اختصاص لأنه لم يكن يعرف حتى أن الإجراء قيد التنفيذ. رفضت المحكمة استئنافه لكونه من حيث الاختصاص الموضوعي لا يتوافق مع دستور البوسنة والهرسك.

### المحاكمات النمساوية
اعتُقل دوسكو تشفيتكوفيتش الذي يُزعم أنه قائد لمجموعة مليشيا صرب البوسنة والهرسك في كوتشيتشي في النمسا في 19 مايو 1994. في 27 يوليه 1994 قدم مكتب المدعي العام في سالزبورغ لائحة اتهام ضد سفيتكوفيتش بتهمة الإبادة الجماعية والإبادة الجماعية من خلال المساعدة والتحريض عملا بذلك إلى البند 321 (1) البديل الأول والرابع من القانون الجنائي النمساوي المتعلق بالقتل والنقل القسري والمادة 12 البديل الثالث لقانون الجرائم ضد القانون المتعلق بالمساعدة والتحريض والقتل وفقا للمادة 75 من القانون الجنائي النمساوي والقتل من خلال المساعدة والتحريض وفقا للمادة 12 من البديل الثالث 75 من القانون الجنائي النمساوي وكذلك الحرق العمد من خلال المساعدة والتحريض وفقا للمادة 12 البديل الثالث 169 (1) من القانون الجنائي النمساوي. وقد برأته هيئة محلفين بعد ذلك.

### المحاكمات الهولندية
قدم المترجم الشفوي السابق للأمم المتحدة حسن نوهانوفيتش وعائلة ريزو مصطفيتش وهو كهربائي يعمل في كتيبة الأمم المتحدة في سريبرينيتشا شكوى جنائية تطالب بتوجيه تهم الإبادة الجماعية إلى ثلاثة مسؤولين عسكريين هولنديين: القائد توم كاريمان نائبه روب فرانكن والثاني في القيادة بيريند أوستيرفين لأن أفراد عائلة نوهانوفيتش أُجبروا على الخروج من مجمع الأمم المتحدة (قُتل والده وشقيقه لاحقا) وكذلك مصطفى الذي لا يزال مفقود. قرر المدعي العام في هولندا فتح تحقيق في الدعوى الجنائية. في 7 مارس 2013 قررت السلطات الهولندية عدم الملاحقة القضائية بينما أشار نوهانوفيتش إلى أنه سيستأنف هذا القرار. تقدمت العائلات بشكوى بشأن قرار المدعي العام إلى الغرفة العسكرية لمحكمة الاستئناف في أرنهيم-ليوواردن ولكن في 29 أبريل 2015 رفضت محكمة الاستئناف الشكوى ووجدت أن الملاحقات القضائية من غير المرجح أن تؤدي إلى إدانة ضد قرار محكمة الاستئناف قدمت العائلات طلبا إلى المحكمة الأوروبية لحقوق الإنسان تشكو فيه من أن محكمة الاستئناف لم تأمر بالملاحقة الجنائية للجنود الهولنديين الثلاثة أو على الأقل بإجراء تحقيق جنائي في تورطهم في وفاة أقاربهم. في 30 أغسطس 2016 أعلنت المحكمة الأوروبية لحقوق الإنسان أن الطلب غير مقبول لكونه لا أساس له بشكل واضح وخلصت إلى أنه «لا يمكن القول إن السلطات المحلية قد أخفقت في الوفاء بالالتزام الإجرائي بموجب المادة 2 من الاتفاقية لإجراء عملية فعالة. التحقيق ... الذي كان قادر على أن يؤدي إلى إثبات الوقائع ... وتحديد المسؤولين ومعاقبتهم إذا كان ذلك مناسب».

### المحاكمات الصربية
في 11 أغسطس 2010 قدم مركز القانون الإنساني وهو منظمة غير حكومية لحقوق الإنسان من جمهورية صربيا شكوى جنائية إلى مكتب المدعي العام لجرائم الحرب في جمهورية صربيا ضد عدد غير محدد من أفراد جيش جمهورية صرب البوسنة لارتكاب جريمة حرب الإبادة الجماعية في سريبرينيتشا وفقا للمادة 14 من القانون الجنائي لجمهورية يوغوسلافيا الاتحادية فيما يتعلق بالمادة 22 كجناة مشاركين.

### المحاكمات السويسرية
في مايو 2016 أدانت المحكمة الابتدائية في سويسرا السياسي السويسري دوناتيلو بوجي بتهمة التمييز العنصري وحكمت عليه بالسجن لمدة عامين مع وقف التنفيذ بتهمة إنكار الإبادة الجماعية في سريبرينيتشا في مقالتين للرأي في كورييري ديل تيسينو وتيتشينو ليبيرو. في 13 يونيو 2017 رفضت محكمة الدرجة الثانية استئنافه.

## الدعاوى المدنية

### البوسنة والهرسك
في قضية فريدا سليموفيتش وآخرون ضد جمهورية صرب البوسنة بتت غرفة حقوق الإنسان في البوسنة والهرسك في 49 طلب تشمل «قضايا سريبرينيتشا» التي تضمنت طلبات قدمها أفراد عائلات رجال بوسنيين يُفترض أنهم قتلوا كجزء من عمليات الإعدام الجماعية خلال الإبادة الجماعية في سريبرينيتشا في يوليه 1995. أثارت القضايا قضايا بموجب المواد 3 و 8 و 13 من الاتفاقية الأوروبية لحقوق الإنسان والتمييز فيما يتعلق بهذه الحقوق بموجب المادة الثانية (2) (ب) من اتفاقية حقوق الإنسان المبينة في الملحق 6 للاتفاقية الإطارية العامة للسلام في البوسنة والهرسك. زعم مقدمو الطلبات أنهم كأفراد مقربين من عائلاتهم سواء بشكل مباشر أو غير مباشر كانوا هم أنفسهم ضحايا انتهاكات مزعومة أو ظاهرة لحقوق الإنسان ناتجة عن عدم وجود معلومات محددة عن مصير ومكان وجود أقاربهم الذين شوهدوا آخر مرة في سريبرينيتشا في يوليو 1995. طلبوا من السلطات تقديم الجناة للعدالة كما طالب معظمهم بتعويضات بمبلغ غير محدد عن معاناتهم.
اعتمدت المحكمة على الحكم الابتدائي لكريستيتش في السياق التاريخي والوقائع الأساسية على الرغم من أنها استخدمت فقط الأجزاء الوقائعية من حكم كرستيتش التي لم تكن مدرجة في الاستئناف الذي كان قيد النظر وقت صدور قرار المحكمة. خلصت المحكمة في قرارها إلى أن فشل جمهورية صرب البوسنة في إتاحة المعلومات التي يطلبها مقدمو الطلبات والكشف عنها بشأن أقاربهم المفقودين يشكل انتهاك لالتزاماتها الإيجابية بضمان احترام حقوقهم في الحياة الخاصة والعائلية على النحو الذي تضمنه المادة 8 من القانون الدولي من الاتفاقية الأوروبية. كما رأت أن فشل جمهورية صرب البوسنة في إبلاغ مقدمي الطلبات بحقيقة مصير ومكان وجود أقاربهم المفقودين بما في ذلك إجراء تحقيق هادف وفعال في مذبحة سريبرينيتشا في يوليه 1995 ينتهك حقوقهم في التحرر من اللاإنسانية والعنف والمعاملة المهينة على النحو الذي تضمنه المادة 3 من الاتفاقية الأوروبية. أخيرا خلصت المحكمة إلى أن جمهورية صرب البوسنة بفشلها في الوفاء بالتزاماتها المستحقة للمدعين بموجب الاتفاقية الأوروبية قد ميزت ضد مقدمي الطلبات بسبب أصلهم البوسني.
فيما يتعلق بالتعويضات أمرت المحكمة جمهورية صرب البوسنة بالكشف عن أي معلومات لديها بشأن مصير أقارب مقدمي الطلبات للإفراج عن أي أشخاص مفقودين كانوا محتجزين لديها وإجراء تحقيق كامل وهادف في دور سلطاتها وقواتها المسلحة في مجزرة سريبرينيتشا وجهودها للتغطية على الجريمة ومصير المفقودين ونشر هذا التقرير في غضون ستة أشهر من القرار ونشر قرار المحكمة باللغة الصربية في جريدتها الرسمية وتقديم تبرع إجمالي قدره 4.000.000 مارك إلى النصب التذكاري للإبادة الجماعية في سريبرينيتشا. في أعقاب القرار شكلت حكومة جمهورية صرب البوسنة لجنة سريبرينيتشا للتحقيق في الأحداث التي وقعت في سريبرينيتشا وما حولها في يوليو 1995. على الرغم من أن التأثير العام للجنة كان محدود فإن تشكيلها وعملها قدم الخطوة الأولى لجمهورية صرب البوسنة اعتراف بالإبادة الجماعية.

### الولايات المتحدة
في عام 1994 قدمت مجموعتان من الشكاوى (قضية دو ضد كاراديتش وقضية كاديتش ضد كاراديتش) مع عدة مدعين دعاوى بموجب قانون دعاوى تعويض الأجانب وقانون حماية ضحايا التعذيب في محكمة الولايات المتحدة المحلية للمنطقة الجنوبية نيويورك ضد رادوفان كاراديتش على فظائع مختلفة «نفذتها القوات العسكرية لصرب البوسنة والهرسك كجزء من حملة إبادة جماعية». رفضت محكمة المقاطعة كلتا القضيتين بدعوى أن القوانين المذكورة تتطلب «إجراء من الدولة» لكن محكمة الاستئناف راجعت هذا الحكم وأعادت الحبس قائلة إن «كاراديتش قد يكون مسؤول عن الإبادة الجماعية وجرائم الحرب والجرائم ضد الإنسانية في حكمه بصفة خاصة وانتهاكات أخرى بصفته فاعلا في الدولة وأنه ليس في مأمن من الخدمة القضائية». تلقى كارادزيتش شخصيا أوامر استدعاء وشكوى في كل إجراء أثناء زياراته للأمم المتحدة في نيويورك وشارك بنشاط من خلال محاميه في الإجراءات (رامسي كلارك بصفته محاميه) حتى محكمة العدل العليا في رفضت الولايات المتحدة طلبه بمراجعة قرار محكمة الاستئناف. في عام 2000 أصدرت المحكمة المحلية أمر تقصير في قضية كاديتش ضد كاراديتش وبعد ذلك انتقلت القضية إلى مرحلة التعويضات حيث أصدرت هيئة المحلفين حكم قدره 745 مليون دولار أمريكي (265 مليون دولار أمريكي كتعويضات و480 مليون دولار أمريكي كتعويضات عقابية) والتي تم دمجها بعد ذلك في حكم المحكمة لصالح أربعة عشر مدعي. كما أصدرت المحكمة أمر قضائي دائم تم بموجبه منع كاراديتش ومرؤوسيه من ارتكاب أو تسهيل «أي أعمال» تطهير عرقي «أو إبادة جماعية (...) أو أي عمل آخر يُرتكب من أجل إيذاء أو تدمير أو إبادة أي شخص على أساس العرق و / أو الدين و / أو الجنسية». في نفس العام في قضية دو ضد كاراديتش حكمت المحكمة لصالح 21 مدعي ومنحتهم 407 ملايين دولار كتعويضات و3.8 مليار دولار تعويضات عقابية. اعتبارا من عام 2008 لم يتلق المدعون تعويضات. صرح نائب الممثل السامي للبوسنة والهرسك رافي جريجوريان بأن مكتب حقوق الإنسان يدرس سبل مصادرة ممتلكات كاراديتش بما في ذلك ممتلكات أقرب أقربائه وشبكة من مؤيديه وأن قوة الاتحاد الأوروبي قد اتخذت قياسات لمنزل عائلته في بالي.

### هولندا
تجري حاليا قضيتان أمام محكمة مقاطعة لاهاي في هولندا ضد هولندا والأمم المتحدة.
يرأس إحدى القضايا فريق من 14 محامي من شركة المحاماة الهولندية فان ديبن فان دير كرويف والتي تمثل 11 مدعي بما في ذلك مؤسسة «أمهات جيوب سريبرينيتشا وشيبا» (التي تمثل 6000 من أقارب الضحايا) الذي طلب من المحكمة من بين أمور أخرى منح إعلان قضائي بأن الأمم المتحدة ودولة هولندا انتهكتا التزامهما بمنع الإبادة الجماعية على النحو المنصوص عليه في اتفاقية الإبادة الجماعية وتحميلهما المسؤولية المشتركة عن دفع تعويض عن الخسائر والإصابات التي تكبدها المدعون وكذلك الأضرار التي لم تحددها المحكمة بعد وتسويتها وفقا للقانون. في 10 يوليو 2008 قضت المحكمة بعدم اختصاصها ضد الأمم المتحدة ومع ذلك استمرت الإجراءات ضد دولة هولندا. استأنف المدعون الحكم (فيما يتعلق بحصانة الأمم المتحدة) وعُقدت أولى جلسات الاستماع العامة المتعلقة بهذه القضية في 28 يناير 2010. صدر قرار المحكمة في 30 مارس 2010 والذي بموجبه تم دعم الحصانة المطلقة للأمم المتحدة. استأنف المدعون هذا الحكم أيضا لكن المحكمة العليا في هولندا رأت في أبريل 2012 أن الأمم المتحدة تتمتع بالحصانة. في 11 يونيو 2013 أعلنت المحكمة الأوروبية لحقوق الإنسان بالإجماع عدم قبول الطلب فيما يتعلق بالانتهاك المزعوم للمادة 6 من الاتفاقية الأوروبية لحقوق الإنسان بسبب منح المحكمة العليا الهولندية حصانة مطلقة للأمم المتحدة. في 16 يوليو 2014 قضت المحكمة الجزئية في لاهاي بأن هولندا مسؤولة عن وفاة حوالي 300 ضحية كانوا تحت السيطرة الفعلية للكتيبة الهولندية والذين أُجبروا على الخروج من مجمع الكتيبة الهولندية في بوتوتشاري ولكن ليس عن وفاة ضحايا آخرين. في 27 يونيو 2017 أيدت محكمة استئناف لاهاي الحكم الابتدائي ضد هولندا لكنها حددت مسؤولية الحكومة الهولندية في 30 بالمائة من الأضرار.
تتعلق الحالة الثانية بالمترجم الشفوي السابق للأمم المتحدة حسن نوهانوفيتش وأسرة ريزو مصطفيتش وهو كهربائي عمل في كتيبة الأمم المتحدة في سريبرينيتشا. رفع نوهانوفيتش دعوى ضد دولة هولندا أمام المحكمة الجزئية في لاهاي مدعيا أن القوات الهولندية ضمن وحدة حفظ السلام التابعة للأمم المتحدة المسؤولة عن الأمن في المنطقة المحمية في ذلك الوقت في سريبرينيتشا سمحت لقوات جيش جمهورية صرب البوسنة بقتل عائلته (الأخ والأب والأم) بينما رفعت عائلة مصطفى الجناح لأنه قُتل في ظروف مماثلة. استندت مسؤولية دولة هولندا إلى الرأي القائل بأن الحكومة الهولندية (وزير الدفاع) لديها القيادة العملياتية الفعلية للكتيبة على النحو المنصوص عليه في الدستور الهولندي (المادة 97 (2)) الذي يمنح الحكومة القيادة العليا على القوات العسكرية الهولندية. في 10 سبتمبر 2008 حكمت محكمة مقاطعة لاهاي ضد المدعين مشيرة إلى أن دولة هولندا لا يمكن أن تكون مسؤولة عن أفعال أو تقصير من قبل الكتيبة الهولندية حيث تم توفير تلك الوحدة من القوات للأمم المتحدة وكمسألة أو مبدئيا أي من أفعالها يجب أن يُنسب بشكل صارم إلى الأمم المتحدة. ووجدت في الوقت نفسه أن أفعال الكتيبة الهولندية لا يمكن أن تُنسب بشكل متزامن إلى هولندا لأنه في رأي المحكمة لم يتم تقديم أي دليل على أن الحكومة الهولندية «تجاوزت هيكل قيادة الأمم المتحدة» بأمر الوحدة بتجاهل أو عصى أوامر قوة الأمم المتحدة للحماية. في 5 يوليو 2011 بناء على استئناف المدعين قضت محكمة الاستئناف الهولندية بأن هولندا كانت مسؤولة عن الوفيات الثلاث المشار إليها في الدعوى وأنها تمتلك تعويضات للمدعين. في 3 مايو 2013 خلص المدعي العام للمحكمة العليا في هولندا في ما يسمى بـ «الرأي الاستشاري» إلى أنه يجب رفض الاستئناف ضد حكم محكمة الاستئناف في لاهاي. في 6 سبتمبر 2009 أيدت المحكمة العليا في هولندا قرار محكمة الاستئناف الذي حمل هولندا مسؤولية الوفيات الثلاث في هذه القضية. قررت هولندا منح أسر الضحايا مبلغ 20.000 يورو كتعويض عن الأضرار غير المادية في حين سيتم تحديد الأضرار المادية في وقت لاحق.